# Championnat de France féminin de football
Pour les articles homonymes, voir Championnat de France de football (homonymie).
Cet article traite uniquement du championnat féminin. Pour le championnat masculin, voir Championnat de France de football
Le championnat de France féminin de football, aussi appelé Première Ligue ou L1 féminine et officiellement Arkema Première Ligue pour des raisons de parrainage, est le championnat féminin français de football de plus haut niveau. Créé pour la première fois en 1919 par la Fédération des sociétés féminines sportives de France (FSFSF) puis disparu en 1933, il renaît en 1974 sous l'égide de la Fédération française de football (FFF). Avant son appellation actuelle, le championnat a été appelé National 1A de 1992 à 2002 puis Division 1 (D1F) de 2002 à 2024.
Après deux décennies de championnat composées de groupes régionaux et d'une phase finale, c'est en 1992 qu'apparait le premier championnat féminin composé d'un seul groupe national. Si le format des divisions inférieures a souvent été chamboulé, le format de première division n'a plus changé depuis les années 1990.
L'Olympique lyonnais est le club qui a remporté le plus de titres de première division (18), il détient également le record du nombre de victoires consécutives (14). Il est le tenant du titre de la compétition (2025).

## Histoire

### Les prémices du football féminin (1919-1975)

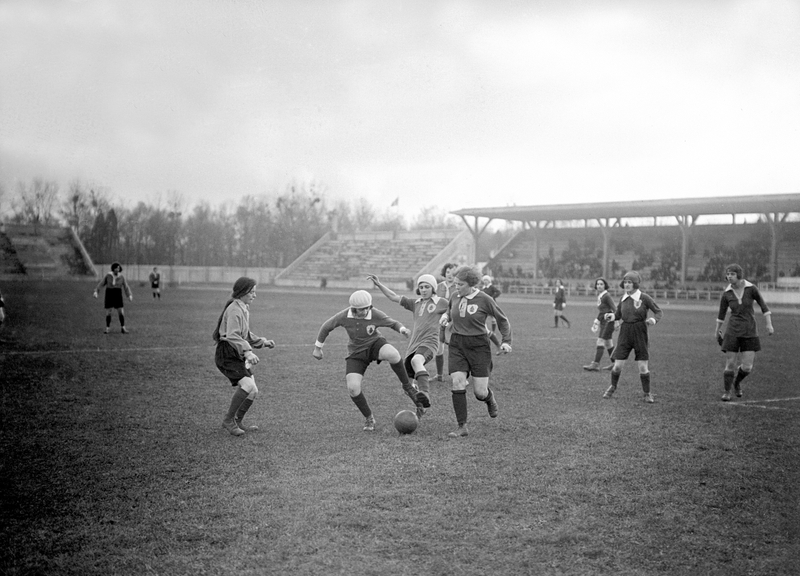
Image d'un match en 1923, à l'époque où le championnat n'était pas officiel.

Le premier championnat féminin de football a lieu en 1919, à l'initiative de la FSFSF, dans un contexte où les femmes ont non seulement remplacé dans les usines et dans les champs les hommes partis à la guerre, mais où elles ont aussi investi le domaine du sport, dont le football.
Le tout premier match du championnat de France féminin s'est déroulé le matin du 23 mars 1919 au stade Brancion de Paris entre Fémina Sport et l'En Avant. Fémina Sport l'aurait emporté par 2-0,, le score de 3-1 étant aussi évoqué.
Les deux premières éditions du championnat ne concernent que des équipes parisiennes. En avril 1933, le football est officiellement radié des sports organisés par la FSFSF, en raison de la désaffection croissante des femmes pour ce sport, dont la pratique est soumise à de fortes critiques à la suite de ce détachement. La Ligue de Paris de Football féminin, créée en 1933, prend la relève et le 26 novembre 1933 organise un championnat de Paris féminin à dix clubs qui dure donc jusqu'à l'année 1937.

### La création d'un championnat sous l'égide de la FFF: Victoires de Reims et d'Étrœungt (1975-1982)
| Palmarès (1975-1982) |
| --- |
| 1974-1975 : Stade de Reims 1975-1976 : Stade de Reims 1976-1977 : Stade de Reims 1977-1978 : AS Étrœungt 1978-1979 : AS Étrœungt 1979-1980 : Stade de Reims 1980-1981 : AS Étrœungt 1981-1982 : Stade de Reims |

Après une renaissance du football féminin en France au milieu des années 1960, ce n'est qu'en mars 1970 que la FFF reconnait officiellement sa pratique et quatre autres années suivent avant la création d'un championnat de France officiel.
La qualification au championnat passe par les Championnats de ligues, qui regroupent plus de 260 clubs. Seize équipes sont ensuite réparties dans quatre groupes. Pour leurs premières phases finales (1974-1975), huit équipes féminines régionales se sont qualifiées : FC Bergerac, Caluire Saint-Clair SC, ARC Cavaillon, FC Metz, Arago sport orléanais, Stade de Reims, FC Rouen et FC Vendenheim.
En demi-finales, Orléans bat Bergerac, qui les a battues 9-3 lors de la première journée du championnat. La deuxième demi-finale se déroule entre Reims et Rouen le 4 mai 1975 et est le premier match féminin retransmis en direct à la télévision française ; Jane Birkin en célèbre le coup d'envoi. L'équipe de Reims comporte plusieurs collégiennes et lycéennes ; l'équipe est constituée en juillet 1968 par Pierre Geoffroy et Richard Gaud, qui publient une annonce dans L'Union de Reims, voulant créer une équipe féminine pour animer la kermesse de ce journal ; elles restent invaincues de leur création à ces championnats de France. Le titre est remporté lors de cette première saison par le club de Reims le 31 mai 1975 contre Orléans. L'équipe de Reims est alors entraînée par Pierre Geoffroy et Bernard Ranoul. Cette finale n'est pas diffusée.
Le Stade de Reims, qui s'est qualifié pour les huit finales suivantes jusqu'en 1982 et en a remporté cinq, ainsi que l'AS Étrœungt (trois fois champion en quatre finales) ont dominé ces premières années du championnat. Ces deux clubs sont d'ailleurs les seuls champions nationaux à n'avoir jamais connu la première division masculine, jusqu'à la saison 2015-2016 incluse.

### Saint-Maur, Soyaux et Saint-Brieuc vivent de belles heures (1982-1990)
| Palmarès (1982-1990) |
| --- |
| 1982-1983 : VGA Saint-Maur 1983-1984 : ASJ Soyaux 1984-1985 : VGA Saint-Maur 1985-1986 : VGA Saint-Maur 1986-1987 : VGA Saint-Maur 1987-1988 : VGA Saint-Maur 1988-1989 : Saint-Brieuc SC 1989-1990 : Stade de Reims |

Le championnat de cette période laisse encore de la place aux petites villes en développement. Il est à noter également, qu'aucune équipe de la région de la capitale n'a pour le moment un rôle dans ce jeune championnat.
Mais cela change avec le début de la domination de la VGA Saint-Maur et ses six titres de champion entre 1983 et 1990.
Les féminines guingampaises remportent leur premier championnat à la fin de la saison 1988-1989, à l'époque où elles portent encore le nom de Saint-Brieuc SC. À remarquer également que la plupart des clubs professionnels n'ont donc pas encore de section féminine.
Pour l'équipe de Saint-Maur, sa dernière apparition en compétition durant ces années-là (1991) est suivie par le début de la suprématie du FC Lyon et du Juvisy FCF, qui ont remporté presque tour à tour le titre de champion jusqu'en 1998. Elles gagneront d'ailleurs les deux dernières éditions en format matches de groupe et matchs à élimination directe, puisqu'en 1992 le championnat devient la National 1A et introduit le principe d'une ligue de 12 équipes.

### Temps forts du FC Lyon, de Juvisy et de Toulouse (1990-2002)
| Palmarès (1990-2002) |
| --- |
| 1990-1991 : FC Lyon 1991-1992 : FCF Juvisy 1992-1993 : FC Lyon 1993-1994 : FCF Juvisy 1994-1995 : FC Lyon 1995-1996 : FCF Juvisy 1996-1997 : FCF Juvisy 1997-1998 : FC Lyon 1998-1999 : Toulouse OAC 1999-2000 : Toulouse OAC 2000-2001 : Toulouse OAC 2001-2002 : Toulouse FC |

La compétition donne tout d'abord lieu à une double domination des joueuses de Lyon et de Juvisy pendant pas moins de huit ans (quatre titres chacun). Les saisons voient vraiment ces champions s'alterner de manière assez régulière. Durant ce temps, les Lyonnaises s'imposent en toute autonomie de leurs homologues olympiennes. Et au niveau parisien, les joueuses juvisiennes ne sont pas encore considérées en tant que section féminine du Paris FC. Ces nombreux titres ne permettent cependant pas à ces deux équipes de participer à une compétition européenne, le format n'existant pas encore au niveau féminin en ce temps. Malgré tout, la manœuvre est en train de se concrétiser.
Par la suite, les joueuses de Toulouse deviennent quadruple championnes de France de 1998 à 2001 sous la bannière du TOAC puis en 2002 sous celle du TFC, le club toulousain voyant l'opportunité d'en faire une grande section de son équipe féminine. On y voit alors plusieurs joueuses se révéler comme Kramo, Marty, Peruzzetto ou encore Briche.
Les Violettes participent aussi, en conséquence, à la toute nouvelle Coupe féminine de l'UEFA, avec parcours plus que remarquable lors de la saison 2001-2002, soit une épopée historique pour une équipe française à cette période. Lors de ce parcours historique, elles se défont notamment d'Arsenal avant de devoir s'incliner en demi finale face au FFC Francfort, sur la plus petite des marges.

### Montpellier et Lyon se disputent pendant un temps le titre (2002-2012)
| Palmarès (2002-2012) |
| --- |
| 2002-2003 : FCF Juvisy 2003-2004 : Montpellier HSC 2004-2005 : Montpellier HSC 2005-2006 : FCF Juvisy 2006-2007 : Olympique Lyonnais 2007-2008 : Olympique lyonnais 2008-2009 : Olympique lyonnais 2009-2010 : Olympique lyonnais 2010-2011 : Olympique lyonnais 2011-2012 : Olympique lyonnais |

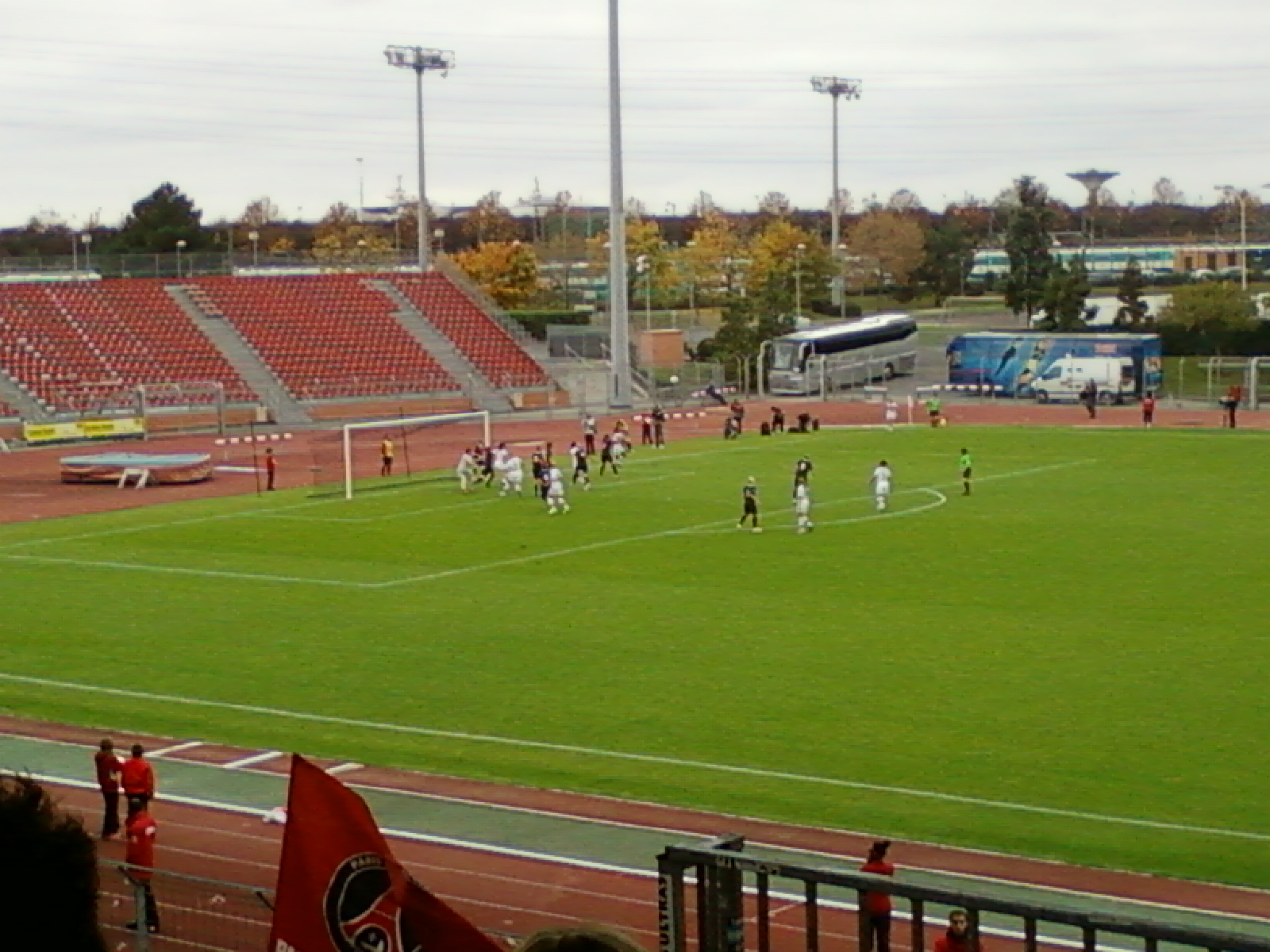
Rencontre entre le Paris SG et Lyon pendant la saison 2011-2012.

Entre deux nouvelles victoires de Juvisy, le Montpellier HSC remporte le championnat pour la première fois en 2004 et enchaîne en 2005. La saison 2006-2007 marque le début de la suprématie indiscutable des féminines de l'Olympique lyonnais sur le championnat de France féminin de football. S'ensuit une série de 14 titres consécutifs et un bilan titanesque : de leurs 286 matches à la fin de la saison 2018-2019, elles en ont remporté 263 pour seulement cinq défaites (deux contre Juvisy et le Paris Saint-Germain, une contre Hénin-Beaumont). Paris (sept fois), Montpellier et Juvisy (trois fois chacun) deviennent ainsi les inévitables deuxièmes.
Mais depuis 2012 et l'arrivée des propriétaires qataris dans le club de la capitale, la section féminine du PSG ne cesse de réduire l'écart avec les championnes lyonnaises. Les rencontres entre l'Olympique lyonnais et le Paris Saint-Germain deviennent ainsi un « classique » du championnat, ces matchs étant décisifs pour le titre, et une forte rivalité nait alors entre les deux clubs. Ce qui se fait également assez fortement ressentir pour le championnat masculin. Toutefois un gouffre se crée alors dans le championnat entre ces deux clubs au moyen financier important et les autres.

### Lyon écrase la concurrence et le suspens (depuis 2012)
| Palmarès (depuis 2012) |
| --- |
| 2012-2013 : Olympique lyonnais 2013-2014 : Olympique lyonnais 2014-2015 : Olympique lyonnais 2015-2016 : Olympique lyonnais 2016-2017 : Olympique lyonnais 2017-2018 : Olympique lyonnais 2018-2019 : Olympique lyonnais 2019-2020 : Olympique lyonnais 2020-2021 : Paris Saint-Germain 2021-2022 : Olympique lyonnais 2022-2023 : Olympique lyonnais 2023-2024 : Olympique lyonnais 2024-2025 : Olympique lyonnais |

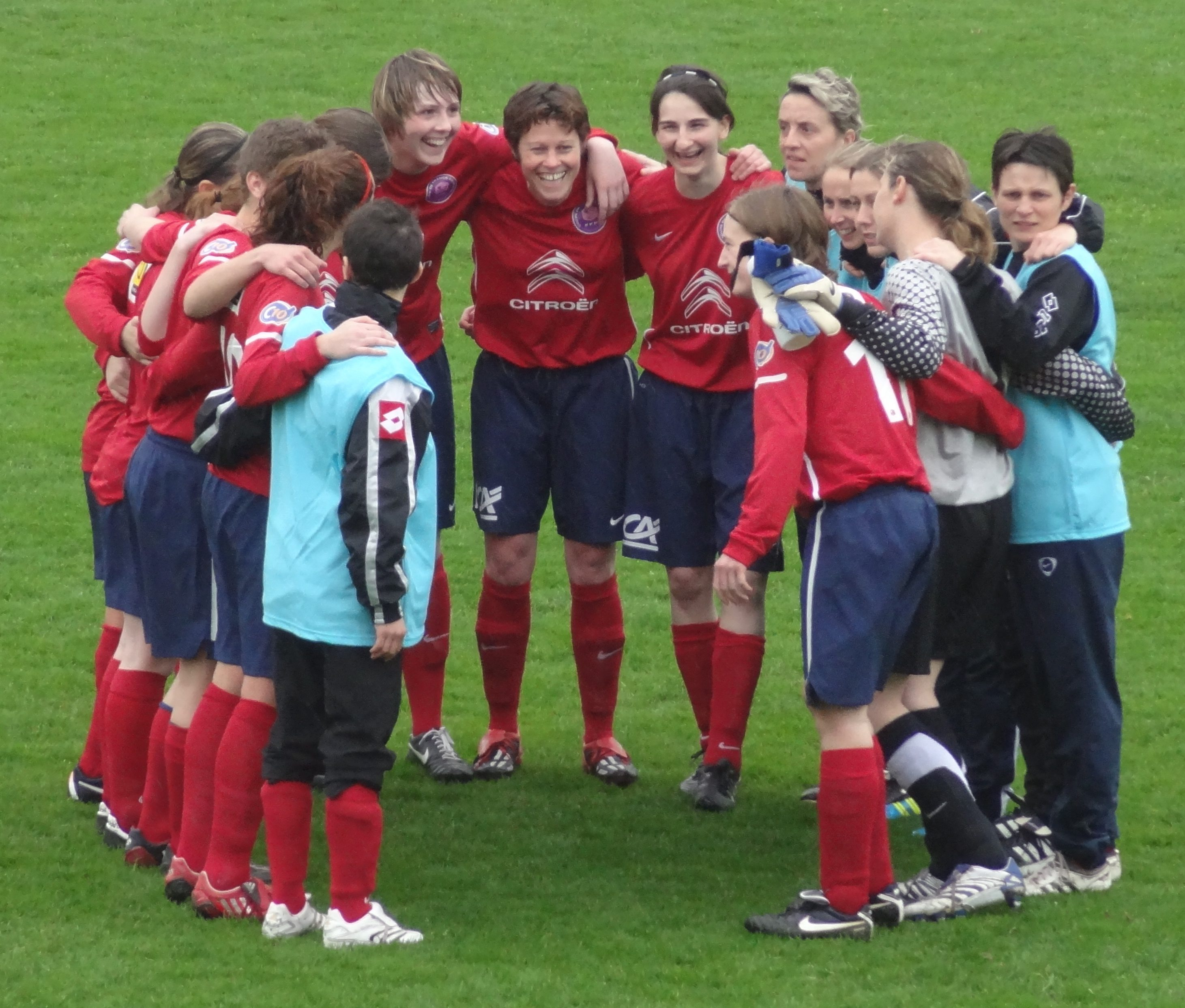
Les joueuses d'Arras avant de porter le maillot de Lens, se préparent face à Lyon pour l'entame de saison 2012-2013.

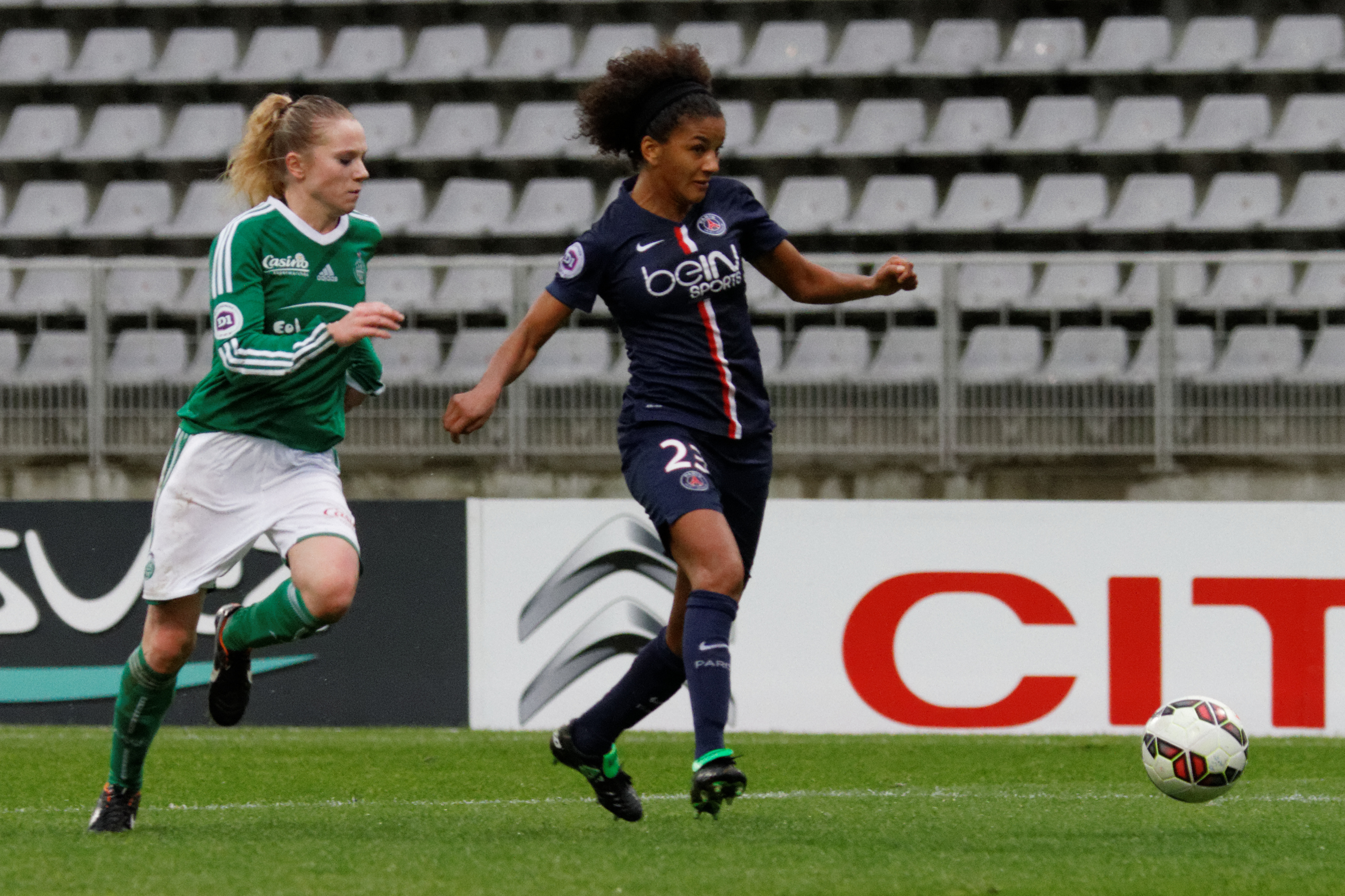
Un match entre Saint-Étienne et Paris en pleine compétition 2014-2015.

La saison 2020-2021 est historique pour la D1, de par la pandémie de Covid-19 qui contraint les clubs à jouer les matchs à huis clos, mais surtout synonyme de premier sacre pour le Paris Saint-Germain, détrônant Lyon après 14 titres consécutifs. Le duel entre les deux équipes largement plus aisées financièrement voit ainsi, pour une fois, une issue différente. La première division est de plus, la seule saison à ne pas s’arrêter définitivement dans le football féminin.
En 2023, la FFF engage un plan de développement du football féminin français. Des play-offs sont mis en place pour les 4 premiers avec des demi-finales suivies d'une petite et grande finale afin de déterminer le champion de France et les trois qualifiés pour la Ligue des champions.
Toujours durant l'année 2023, des centres de formation féminins agréés sont créés, une licence club est instaurée afin d'augmenter les exigences de structuration des clubs et sur la qualité des stades.
Une nouvelle fois en 2023, la fédération décidé de créer la Ligue féminine de football professionnel (LFFP), interne à la fédération, afin de professionnaliser la D1 et la D2 et développer les ressources du championnat. Elle est dotée la première année d'un budget de 7,3 millions d'euros,.
Cette dernière est donc présentée officiellement le 29 avril 2024, en même temps que le nouveau nom du championnat, l'Arkema Première Ligue, et l'élargissement à 14 équipes pour la saison 2026-2027.
Pour la saison 2023-2024, l'Olympique lyonnais remporte les premiers play-offs et décroche son 17e titre de champion. L'objectif porté par Jean-Michel Aulas et visant à freiner l'hégémonie de son ancien club, n'aura pas porté ses fruits. Ajouté à cela, tous les résultats de ces rencontres correspondent trait pour trait, au classement de fin de saison. Il s'agissait toutefois d'une tentative assez unique, en comparaison avec les autres championnats européens, de relancer l’intérêt de la compétition malgré son échec.
Pour la première saison en « Arkema Première Ligue », les Rhodaniennes dominent encore allègrement le championnat. Ces dernières remportent encore contre le PSG des play-offs qui n'ont, désormais, que pour seul intérêt que de déterminer l'équipe championne.
En parallèle, cette saison est surtout marquée par la crise des droits TV, touchant le football féminin français. Ce qui ramène la question pour de nombreux clubs, de vendre voire de supprimer leur section féminine. Même si le premier président de la LFFP ne semble pas vraiment inquiet, le danger semble bien présent pour tous les clubs du championnat, dont le retour à une situation normale semble fragile.

## Palmarès et statistiques

### Palmarès
| Rang | Clubs                         | Titre(s) | Année(s)                                                                                                   |
| ---- | ----------------------------- | -------- | --- |
| 1    | Olympique lyonnais            | 18       | 2007, 2008, 2009, 2010, 2011, 2012, 2013, 2014, 2015, 2016, 2017, 2018, 2019, 2020, 2022, 2023, 2024, 2025 |
| 2    | FCF Juvisy / Paris FC         | 6        | 1992, 1994, 1996, 1997, 2003, 2006                                                                         |
| 2    | VGA Saint-Maur                | 6        | 1983, 1985, 1986, 1987, 1988, 1990                                                                         |
| 4    | Stade de Reims                | 5        | 1975, 1976, 1977, 1980, 1982                                                                               |
| 5    | Toulouse OAC / Toulouse FC    | 4        | 1999, 2000, 2001, 2002                                                                                     |
| 5    | FC Lyon                       | 4        | 1991, 1993, 1995, 1998                                                                                     |
| 7    | AS Étrœungt                   | 3        | 1978, 1979, 1981                                                                                           |
| 8    | Montpellier HSC               | 2        | 2004, 2005                                                                                                 |
| 9    | Saint-Brieuc SC / EA Guingamp | 1        | 1989 |
| 9    | ASJ Soyaux Charente           | 1        | 1984 |
| 9    | Paris Saint-Germain           | 1        | 2021 |

### Bilan par édition
| Édition                       | Saison                        | Champion                      | Vice-champion                 | Troisième                     | Clubs                         | Matchs                        | Buts                                                         | Buts                                                         | Meilleure buteuse                                            | Meilleure buteuse                                            | Meilleure passeuse                                           | Meilleure passeuse                                           |                                                              |
| Édition                       | Saison                        | Champion                      | Vice-champion                 | Troisième                     | Clubs                         | Matchs                        | Total                                                        | Par match                                                    | Joueuse                                                      | B                                                            | Joueuse                                                      | Pd                                                           |                                                              |
| Championnat de France féminin | Championnat de France féminin | Championnat de France féminin | Championnat de France féminin | Championnat de France féminin | Championnat de France féminin | Championnat de France féminin | Championnat de France féminin                                | Championnat de France féminin                                | Championnat de France féminin                                | Championnat de France féminin                                | Championnat de France féminin                                | Championnat de France féminin                                |                                                              |
| ----------------------------- | ----------------------------- | ----------------------------- | ----------------------------- | ----------------------------- | ----------------------------- | ----------------------------- | ------------------------------------------------------------ | ------------------------------------------------------------ | ------------------------------------------------------------ | ------------------------------------------------------------ | ------------------------------------------------------------ | ------------------------------------------------------------ | ------------------------------------------------------------ |
| 1re                           | 1974-1975                     | Stade de Reims                | AS Orléans                    | Pas de classement             | 16                            | 37                            | Aucune donnée connue à ce jour, votre aide est la bienvenue. | Aucune donnée connue à ce jour, votre aide est la bienvenue. | Aucune donnée connue à ce jour, votre aide est la bienvenue. | Aucune donnée connue à ce jour, votre aide est la bienvenue. | Aucune donnée connue à ce jour, votre aide est la bienvenue. | Aucune donnée connue à ce jour, votre aide est la bienvenue. | Aucune donnée connue à ce jour, votre aide est la bienvenue. |
| 2e                            | 1975-1976                     | Stade de Reims (2)            | FC Rouen                      | Pas de classement             | 18                            | 38                            | Aucune donnée connue à ce jour, votre aide est la bienvenue. | Aucune donnée connue à ce jour, votre aide est la bienvenue. | Aucune donnée connue à ce jour, votre aide est la bienvenue. | Aucune donnée connue à ce jour, votre aide est la bienvenue. | Aucune donnée connue à ce jour, votre aide est la bienvenue. | Aucune donnée connue à ce jour, votre aide est la bienvenue. | Aucune donnée connue à ce jour, votre aide est la bienvenue. |
| 3e                            | 1976-1977                     | Stade de Reims (3)            | Caluire SCSC                  | Pas de classement             | 20                            | 54                            | Aucune donnée connue à ce jour, votre aide est la bienvenue. | Aucune donnée connue à ce jour, votre aide est la bienvenue. | Aucune donnée connue à ce jour, votre aide est la bienvenue. | Aucune donnée connue à ce jour, votre aide est la bienvenue. | Aucune donnée connue à ce jour, votre aide est la bienvenue. | Aucune donnée connue à ce jour, votre aide est la bienvenue. | Aucune donnée connue à ce jour, votre aide est la bienvenue. |
| 4e                            | 1977-1978                     | AS Étrœungt                   | Stade de Reims                | Pas de classement             | 20                            | 54                            | Aucune donnée connue à ce jour, votre aide est la bienvenue. | Aucune donnée connue à ce jour, votre aide est la bienvenue. | Aucune donnée connue à ce jour, votre aide est la bienvenue. | Aucune donnée connue à ce jour, votre aide est la bienvenue. | Aucune donnée connue à ce jour, votre aide est la bienvenue. | Aucune donnée connue à ce jour, votre aide est la bienvenue. | Aucune donnée connue à ce jour, votre aide est la bienvenue. |
| 5e                            | 1978-1979                     | AS Étrœungt (2)               | Stade de Reims                | Pas de classement             | 20                            | 54                            | Aucune donnée connue à ce jour, votre aide est la bienvenue. | Aucune donnée connue à ce jour, votre aide est la bienvenue. | Aucune donnée connue à ce jour, votre aide est la bienvenue. | Aucune donnée connue à ce jour, votre aide est la bienvenue. | Aucune donnée connue à ce jour, votre aide est la bienvenue. | Aucune donnée connue à ce jour, votre aide est la bienvenue. | Aucune donnée connue à ce jour, votre aide est la bienvenue. |
| 6e                            | 1979-1980                     | Stade de Reims (4)            | ASJ Soyaux                    | Pas de classement             | 48                            | 175                           | NC                                                           | NC                                                           | Bailly                                                       | 30                                                           | Aucune donnée connue à ce jour, votre aide est la bienvenue. | Aucune donnée connue à ce jour, votre aide est la bienvenue. |                                                              |
| 7e                            | 1980-1981                     | AS Étrœungt (3)               | Stade de Reims                | Pas de classement             | 48                            | 175                           | NC                                                           | NC                                                           | Chapuzet                                                     | 24                                                           | Aucune donnée connue à ce jour, votre aide est la bienvenue. | Aucune donnée connue à ce jour, votre aide est la bienvenue. |                                                              |
| 8e                            | 1981-1982                     | Stade de Reims (5)            | AS Étrœungt                   | Pas de classement             | 48                            | 175                           | NC                                                           | NC                                                           | Warot                                                        | 22                                                           | Aucune donnée connue à ce jour, votre aide est la bienvenue. | Aucune donnée connue à ce jour, votre aide est la bienvenue. |                                                              |
| 9e                            | 1982-1983                     | VGA Saint-Maur                | FCF Hénin-Beaumont            | Pas de classement             | 48                            | 245                           | NC                                                           | NC                                                           | Bailly                                                       | 37                                                           | Aucune donnée connue à ce jour, votre aide est la bienvenue. | Aucune donnée connue à ce jour, votre aide est la bienvenue. |                                                              |
| 10e                           | 1983-1984                     | ASJ Soyaux                    | VGA Saint-Maur                | Pas de classement             | 48                            | 250                           | NC                                                           | NC                                                           | Provost                                                      | 27                                                           | Aucune donnée connue à ce jour, votre aide est la bienvenue. | Aucune donnée connue à ce jour, votre aide est la bienvenue. |                                                              |
| 11e                           | 1984-1985                     | VGA Saint-Maur (2)            | FC Lyon                       | Pas de classement             | 48                            | 250                           | NC                                                           | NC                                                           | Abar Musset                                                  | 29                                                           | Aucune donnée connue à ce jour, votre aide est la bienvenue. | Aucune donnée connue à ce jour, votre aide est la bienvenue. |                                                              |
| 12e                           | 1985-1986                     | VGA Saint-Maur (3)            | ASJ Soyaux                    | Pas de classement             | 48                            | 240                           | NC                                                           | NC                                                           | Romagnoli Saunier                                            | 26                                                           | Aucune donnée connue à ce jour, votre aide est la bienvenue. | Aucune donnée connue à ce jour, votre aide est la bienvenue. |                                                              |
| 13e                           | 1986-1987                     | VGA Saint-Maur (4)            | ASJ Soyaux                    | Pas de classement             | 48                            | 329                           | 1186                                                         | 3,60                                                         | Jézéquel                                                     | 17                                                           | Aucune donnée connue à ce jour, votre aide est la bienvenue. | Aucune donnée connue à ce jour, votre aide est la bienvenue. |                                                              |
| 14e                           | 1987-1988                     | VGA Saint-Maur (5)            | FCF Hénin-Beaumont            | Pas de classement             | 30                            | 283                           | 946                                                          | 3,34                                                         | NC                                                           | NC                                                           | Aucune donnée connue à ce jour, votre aide est la bienvenue. | Aucune donnée connue à ce jour, votre aide est la bienvenue. |                                                              |
| 15e                           | 1988-1989                     | Saint-Brieuc SC               | ASJ Soyaux                    | Pas de classement             | 30                            | 283                           | 962                                                          | 3,39                                                         | NC                                                           | NC                                                           | Aucune donnée connue à ce jour, votre aide est la bienvenue. | Aucune donnée connue à ce jour, votre aide est la bienvenue. |                                                              |
| 16e                           | 1989-1990                     | VGA Saint-Maur (6)            | Poissy JSF                    | Pas de classement             | 30                            | 265                           | 883                                                          | 3,33                                                         | NC                                                           | NC                                                           | Aucune donnée connue à ce jour, votre aide est la bienvenue. | Aucune donnée connue à ce jour, votre aide est la bienvenue. |                                                              |
| 17e                           | 1990-1991                     | FC Lyon                       | VGA Saint-Maur                | Pas de classement             | 30                            | 283                           | 914                                                          | 3,22                                                         | Jézéquel                                                     | 24                                                           | Aucune donnée connue à ce jour, votre aide est la bienvenue. | Aucune donnée connue à ce jour, votre aide est la bienvenue. |                                                              |
| 18e                           | 1991-1992                     | FCF Juvisy                    | Saint-Brieuc SC               | Pas de classement             | 30                            | 283                           | 1091                                                         | 3,85                                                         | Jézéquel Fusier                                              | 29                                                           | Aucune donnée connue à ce jour, votre aide est la bienvenue. | Aucune donnée connue à ce jour, votre aide est la bienvenue. |                                                              |
| National 1A                   |                               |                               |                               |                               |                               |                               |                                                              |                                                              |                                                              |                                                              |                                                              |                                                              |                                                              |
| 19e                           | 1992-1993                     | FC Lyon (2)                   | FCF Juvisy                    | VGA Saint-Maur                | 12                            | 132                           | 423                                                          | 3,20                                                         | Aucune donnée connue à ce jour, votre aide est la bienvenue. | Aucune donnée connue à ce jour, votre aide est la bienvenue. | Aucune donnée connue à ce jour, votre aide est la bienvenue. | Aucune donnée connue à ce jour, votre aide est la bienvenue. |                                                              |
| 20e                           | 1993-1994                     | FCF Juvisy (2)                | FC Lyon                       | ASPTT Strasbourg              | 12                            | 132                           | 458                                                          | 3,46                                                         | Aucune donnée connue à ce jour, votre aide est la bienvenue. | Aucune donnée connue à ce jour, votre aide est la bienvenue. | Aucune donnée connue à ce jour, votre aide est la bienvenue. | Aucune donnée connue à ce jour, votre aide est la bienvenue. |                                                              |
| 21e                           | 1994-1995                     | FC Lyon (3)                   | Toulouse OAC                  | FCF Juvisy                    | 12                            | 132                           | 485                                                          | 3,67                                                         | Aucune donnée connue à ce jour, votre aide est la bienvenue. | Aucune donnée connue à ce jour, votre aide est la bienvenue. | Aucune donnée connue à ce jour, votre aide est la bienvenue. | Aucune donnée connue à ce jour, votre aide est la bienvenue. |                                                              |
| 22e                           | 1995-1996                     | FCF Juvisy (3)                | ASJ Soyaux                    | Toulouse OAC                  | 12                            | 132                           | 474                                                          | 3,59                                                         | Aucune donnée connue à ce jour, votre aide est la bienvenue. | Aucune donnée connue à ce jour, votre aide est la bienvenue. | Aucune donnée connue à ce jour, votre aide est la bienvenue. | Aucune donnée connue à ce jour, votre aide est la bienvenue. |                                                              |
| 23e                           | 1996-1997                     | FCF Juvisy (4)                | Toulouse OAC                  | Saint-Brieuc SC               | 12                            | 132                           | 491                                                          | 3,71                                                         | Aucune donnée connue à ce jour, votre aide est la bienvenue. | Aucune donnée connue à ce jour, votre aide est la bienvenue. | Aucune donnée connue à ce jour, votre aide est la bienvenue. | Aucune donnée connue à ce jour, votre aide est la bienvenue. |                                                              |
| 24e                           | 1997-1998                     | FC Lyon (4)                   | FCF Juvisy                    | Toulouse OAC                  | 12                            | 132                           | 505                                                          | 3,82                                                         | Aucune donnée connue à ce jour, votre aide est la bienvenue. | Aucune donnée connue à ce jour, votre aide est la bienvenue. | Aucune donnée connue à ce jour, votre aide est la bienvenue. | Aucune donnée connue à ce jour, votre aide est la bienvenue. |                                                              |
| 25e                           | 1998-1999                     | Toulouse OAC                  | ESOFV La Roche                | FCF Juvisy                    | 12                            | 132                           | 492                                                          | 3,72                                                         | Aucune donnée connue à ce jour, votre aide est la bienvenue. | Aucune donnée connue à ce jour, votre aide est la bienvenue. | Aucune donnée connue à ce jour, votre aide est la bienvenue. | Aucune donnée connue à ce jour, votre aide est la bienvenue. |                                                              |
| 26e                           | 1999-2000                     | Toulouse OAC (2)              | FCF Juvisy                    | FC Lyon                       | 12                            | 138                           | 582                                                          | 4,21                                                         | Briche                                                       | 22                                                           | Aucune donnée connue.                                        | Aucune donnée connue.                                        |                                                              |
| 27e                           | 2000-2001                     | Toulouse OAC (3)              | ESOFV La Roche                | FCF Juvisy                    | 12                            | 138                           | 601                                                          | 4,35                                                         | Pichon                                                       | 31                                                           | Aucune donnée connue.                                        | Aucune donnée connue.                                        |                                                              |
| 28e                           | 2001-2002                     | Toulouse FC (4)               | FCF Juvisy                    | FC Lyon                       | 12                            | 138                           | 508                                                          | 3,68                                                         | Pichon                                                       | 22                                                           | Aucune donnée connue.                                        | Aucune donnée connue.                                        |                                                              |
| Division 1                    |                               |                               |                               |                               |                               |                               |                                                              |                                                              |                                                              |                                                              |                                                              |                                                              |                                                              |
| 29e                           | 2002-2003                     | FCF Juvisy (5)                | FC Lyon                       | Montpellier HSC               | 12                            | 138                           | 492                                                          | 3,56                                                         | Brétigny                                                     | 26                                                           | Aucune donnée connue.                                        | Aucune donnée connue.                                        |                                                              |
| 30e                           | 2003-2004                     | Montpellier HSC               | FC Lyon                       | FCF Juvisy                    | 12                            | 138                           | 419                                                          | 3,03                                                         | Morel                                                        | 18                                                           | Aucune donnée connue.                                        | Aucune donnée connue.                                        |                                                              |
| 31e                           | 2004-2005                     | Montpellier HSC (2)           | FCF Juvisy                    | Olympique lyonnais            | 12                            | 132                           | 471                                                          | 3,56                                                         | Pichon                                                       | 38                                                           | Aucune donnée connue.                                        | Aucune donnée connue.                                        |                                                              |
| 32e                           | 2005-2006                     | FCF Juvisy (6)                | Montpellier HSC               | Olympique lyonnais            | 12                            | 132                           | 429                                                          | 3,25                                                         | Pichon                                                       | 36                                                           | Aucune donnée connue.                                        | Aucune donnée connue.                                        |                                                              |
| 33e                           | 2006-2007                     | Olympique lyonnais            | Montpellier HSC               | FCF Juvisy                    | 12                            | 132                           | 510                                                          | 3,86                                                         | Brétigny                                                     | 42                                                           | Bompastor                                                    | 19                                                           |                                                              |
| 34e                           | 2007-2008                     | Olympique lyonnais (2)        | FCF Juvisy                    | Montpellier HSC               | 12                            | 132                           | 440                                                          | 3,33                                                         | Tonazzi                                                      | 27                                                           | Bompastor                                                    | 20                                                           |                                                              |
| 35e                           | 2008-2009                     | Olympique lyonnais (3)        | Montpellier HSC               | FCF Juvisy                    | 12                            | 132                           | 521                                                          | 3,94                                                         | da Silva                                                     | 27                                                           | Necib                                                        | 12                                                           |                                                              |
| 36e                           | 2009-2010                     | Olympique lyonnais (4)        | FCF Juvisy                    | Paris Saint-Germain           | 12                            | 132                           | 457                                                          | 3,46                                                         | Le Sommer                                                    | 19                                                           | Necib                                                        | 11                                                           |                                                              |
| 37e                           | 2010-2011                     | Olympique lyonnais (5)        | Paris Saint-Germain           | Montpellier HSC               | 12                            | 132                           | 422                                                          | 3,19                                                         | Tonazzi                                                      | 20                                                           | Thomis                                                       | 11                                                           |                                                              |
| 38e                           | 2011-2012                     | Olympique lyonnais (6)        | FCF Juvisy                    | Montpellier HSC               | 12                            | 132                           | 519                                                          | 3,93                                                         | Le Sommer                                                    | 22                                                           | Lattaf                                                       | 19                                                           |                                                              |
| 39e                           | 2012-2013                     | Olympique lyonnais (7)        | Paris Saint-Germain           | FCF Juvisy                    | 12                            | 132                           | 530                                                          | 4,02                                                         | Schelin                                                      | 24                                                           | Bompastor                                                    | 14                                                           |                                                              |
| 40e                           | 2013-2014                     | Olympique lyonnais (8)        | Paris Saint-Germain           | FCF Juvisy                    | 12                            | 132                           | 501                                                          | 3,79                                                         | Thiney                                                       | 25                                                           | Dali Dickenmann Necib                                        | 9                                                            |                                                              |
| 41e                           | 2014-2015                     | Olympique lyonnais (9)        | Paris Saint-Germain           | FCF Juvisy                    | 12                            | 132                           | 550                                                          | 4,20                                                         | Schelin                                                      | 34                                                           | Dickenmann Thomis                                            | 14                                                           |                                                              |
| 42e                           | 2015-2016                     | Olympique lyonnais (10)       | Paris Saint-Germain           | Montpellier HSC               | 12                            | 132                           | 501                                                          | 3,79                                                         | Hegerberg                                                    | 33                                                           | Abily                                                        | 13                                                           |                                                              |
| 43e                           | 2016-2017                     | Olympique lyonnais (11)       | Montpellier HSC               | Paris Saint-Germain           | 12                            | 132                           | 438                                                          | 3,32                                                         | Hegerberg Le Sommer                                          | 20                                                           | Marozsán                                                     | 15                                                           |                                                              |
| 44e                           | 2017-2018                     | Olympique lyonnais (12)       | Paris Saint-Germain           | Montpellier HSC               | 12                            | 132                           | 407                                                          | 3,08                                                         | Hegerberg                                                    | 31                                                           | Abily                                                        | 12                                                           |                                                              |
| 45e                           | 2018-2019                     | Olympique lyonnais (13)       | Paris Saint-Germain           | Montpellier HSC               | 12                            | 132                           | 413                                                          | 3,13                                                         | Katoto                                                       | 22                                                           | Diani                                                        | 12                                                           |                                                              |
| 46e                           | 2019-2020                     | Olympique lyonnais (14)       | Paris Saint-Germain           | Girondins de Bordeaux         | 12                            | 96                            | 318                                                          | 3,31                                                         | Katoto                                                       | 16                                                           | Marozsán                                                     | 13                                                           |                                                              |
| 47e                           | 2020-2021                     | Paris Saint-Germain           | Olympique lyonnais            | Girondins de Bordeaux         | 12                            | 132                           | 421                                                          | 3,19                                                         | Shaw                                                         | 22                                                           | Marozsán                                                     | 15                                                           |                                                              |
| 48e                           | 2021-2022                     | Olympique lyonnais (15)       | Paris Saint-Germain           | Paris FC                      | 12                            | 132                           | 427                                                          | 3,23                                                         | Katoto                                                       | 18                                                           | Baltimore                                                    | 13                                                           |                                                              |
| 49e                           | 2022-2023                     | Olympique lyonnais (16)       | Paris Saint-Germain           | Paris FC                      | 12                            | 132                           | 404                                                          | 3,06                                                         | Diani                                                        | 17                                                           | Bacha                                                        | 9                                                            |                                                              |
| 50e                           | 2023-2024                     | Olympique lyonnais (17)       | Paris Saint-Germain           | Paris FC                      | 12                            | 136                           | 483                                                          | 3,55                                                         | Chawinga                                                     | 18                                                           | Chawinga Mateo                                               | 10                                                           |                                                              |
| 51e                           | 2024-2025                     | Olympique lyonnais (18)       | Paris Saint-Germain           | Paris FC                      | 12                            | 135                           | 448                                                          | 3,32                                                         | Mateo                                                        | 18                                                           | Mateo Horan                                                  | 8                                                            |                                                              |

### Distinctions individuelles
Il y a plusieurs distinctions individuelles attribuées au terme d'une saison du championnat de France. Si l'UNFP attribue des récompenses depuis 2001, la FFF ne lui fait concurrence que depuis 2010. Celles-ci sont depuis 2024 attribuées via la Ligue féminine de football professionnel.

#### Trophées UNFP

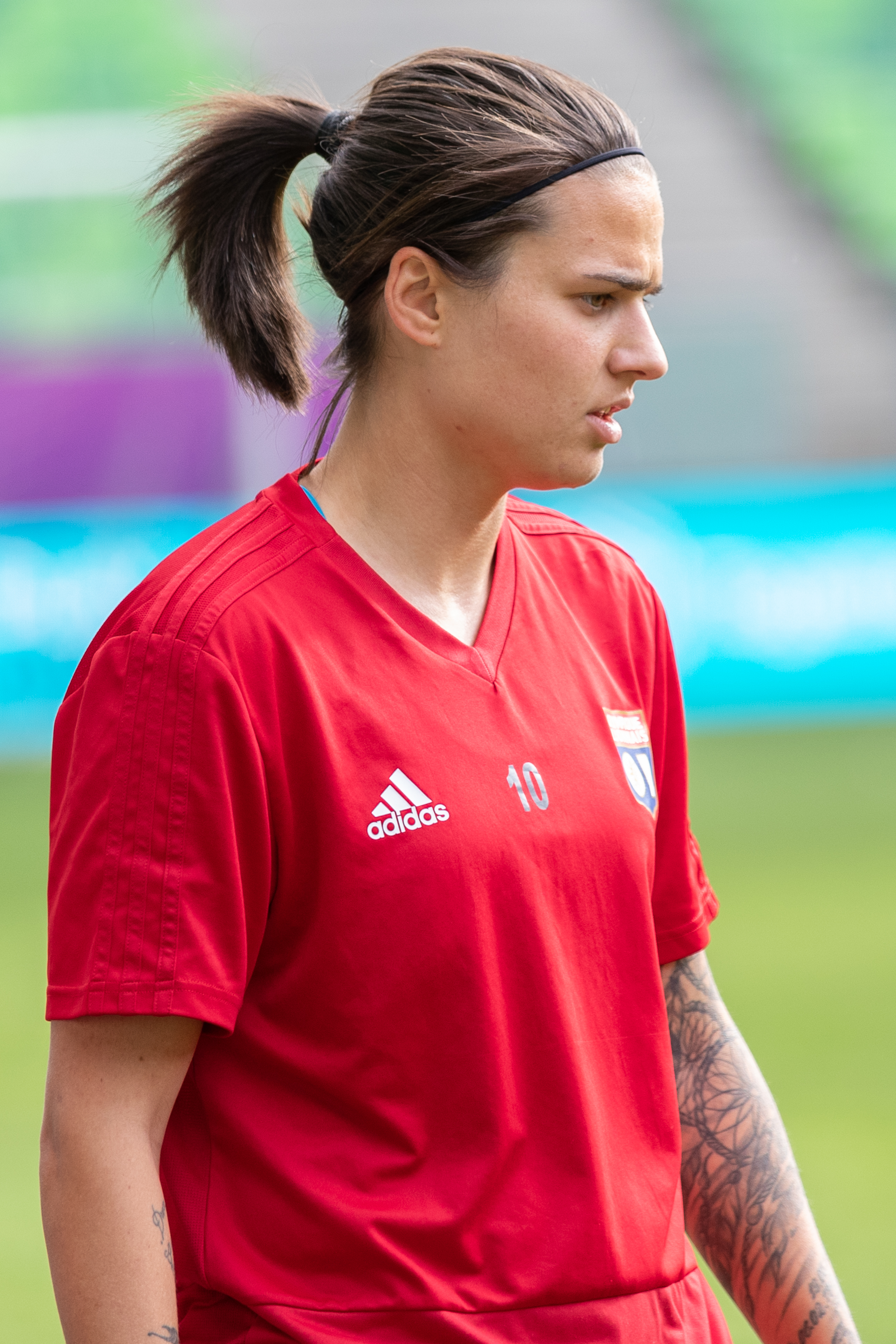
Dzsenifer Marozsán, trois fois récompensée aux trophées UNFP.

Depuis la saison 2000-2001, un trophée est remis à la meilleure joueuse du championnat lors de la cérémonie de remise des trophées UNFP du football. Trois grandes récompenses concernent les actrices du championnat de France féminin de première division : la « meilleure joueuse de l'année » donc, la « meilleure espoir de l'année » depuis 2016 et « meilleure gardienne de l'année » depuis 2021.
Seule Dzsenifer Marozsán a remporté le trophée de meilleure joueuse à trois reprises (en 2017, 2018 et 2019). Marinette Pichon, Gaëtane Thiney et Eugénie Le Sommer l'ont quant à elles remporté à deux reprises, en 2002 et 2005 pour la première, en 2012 et 2014 pour la deuxième et en 2010 et 2015 pour la dernière.
L'Olympique lyonnais est l'équipe la mieux représentée au palmarès de la meilleure joueuse du championnat de France féminin (10 trophées).
| 2001 | Anne Zenoni                                          | Toulouse OAC                                         | Non décerné                                          | Non décerné                                          | Non décerné                                          | Non décerné                                          |                                                      |                                                      |
| 2002 | Marinette Pichon                                     | Saint-Memmie Olympique                               | Non décerné                                          | Non décerné                                          | Non décerné                                          | Non décerné                                          |                                                      |                                                      |
| 2003 | Sandrine Soubeyrand                                  | FCF Juvisy                                           | Non décerné                                          | Non décerné                                          | Non décerné                                          | Non décerné                                          |                                                      |                                                      |
| 2004 | Sonia Bompastor                                      | Montpellier HSC                                      | Non décerné                                          | Non décerné                                          | Non décerné                                          | Non décerné                                          |                                                      |                                                      |
| 2005 | Marinette Pichon (2)                                 | FCF Juvisy (2)                                       | Non décerné                                          | Non décerné                                          | Non décerné                                          | Non décerné                                          |                                                      |                                                      |
| 2006 | Camille Abily                                        | Montpellier HSC (2)                                  | Non décerné                                          | Non décerné                                          | Non décerné                                          | Non décerné                                          |                                                      |                                                      |
| 2007 | Camille Abily (2)                                    | Olympique lyonnais                                   | Non décerné                                          | Non décerné                                          | Non décerné                                          | Non décerné                                          |                                                      |                                                      |
| 2008 | Sonia Bompastor (2)                                  | Olympique lyonnais (2)                               | Non décerné                                          | Non décerné                                          | Non décerné                                          | Non décerné                                          |                                                      |                                                      |
| 2009 | Louisa Necib                                         | Olympique lyonnais (3)                               | Non décerné                                          | Non décerné                                          | Non décerné                                          | Non décerné                                          |                                                      |                                                      |
| 2010 | Eugénie Le Sommer                                    | Stade briochin                                       | Non décerné                                          | Non décerné                                          | Non décerné                                          | Non décerné                                          |                                                      |                                                      |
| 2011 | Élise Bussaglia                                      | Paris Saint-Germain                                  | Non décerné                                          | Non décerné                                          | Non décerné                                          | Non décerné                                          |                                                      |                                                      |
| 2012 | Gaëtane Thiney                                       | FCF Juvisy (3)                                       | Non décerné                                          | Non décerné                                          | Non décerné                                          | Non décerné                                          |                                                      |                                                      |
| 2013 | Lotta Schelin                                        | Olympique lyonnais (4)                               | Non décerné                                          | Non décerné                                          | Non décerné                                          | Non décerné                                          |                                                      |                                                      |
| 2014 | Gaëtane Thiney (2)                                   | FCF Juvisy (4)                                       | Non décerné                                          | Non décerné                                          | Non décerné                                          | Non décerné                                          |                                                      |                                                      |
| 2015 | Eugénie Le Sommer (2)                                | Olympique lyonnais (5)                               | Non décerné                                          | Non décerné                                          | Non décerné                                          | Non décerné                                          |                                                      |                                                      |
| 2016 | Amel Majri                                           | Olympique lyonnais (6)                               | Griedge Mbock                                        | Olympique lyonnais                                   | Non décerné                                          | Non décerné                                          |                                                      |                                                      |
| 2017 | Dzsenifer Marozsán                                   | Olympique lyonnais (7)                               | Sakina Karchaoui                                     | Montpellier HSC                                      | Non décerné                                          | Non décerné                                          |                                                      |                                                      |
| 2018 | Dzsenifer Marozsán (2)                               | Olympique lyonnais (8)                               | Marie-Antoinette Katoto                              | Paris Saint-Germain                                  | Non décerné                                          | Non décerné                                          |                                                      |                                                      |
| 2019 | Dzsenifer Marozsán (3)                               | Olympique lyonnais (9)                               | Marie-Antoinette Katoto (2)                          | Paris Saint-Germain (2)                              | Non décerné                                          | Non décerné                                          |                                                      |                                                      |
| 2020 | Édition annulée en raison de la pandémie de Covid-19 | Édition annulée en raison de la pandémie de Covid-19 | Édition annulée en raison de la pandémie de Covid-19 | Édition annulée en raison de la pandémie de Covid-19 | Édition annulée en raison de la pandémie de Covid-19 | Édition annulée en raison de la pandémie de Covid-19 | Édition annulée en raison de la pandémie de Covid-19 | Édition annulée en raison de la pandémie de Covid-19 |
| 2021 | Kadidiatou Diani                                     | Paris Saint-Germain (2)                              | Sandy Baltimore                                      | Paris Saint-Germain (3)                              | Christiane Endler                                    | Paris Saint-Germain                                  |                                                      |                                                      |
| 2022 | Marie-Antoinette Katoto                              | Paris Saint-Germain (3)                              | Laurina Fazer                                        | Paris Saint-Germain (4)                              | Christiane Endler (2)                                | Olympique lyonnais                                   |                                                      |                                                      |
| 2023 | Delphine Cascarino                                   | Olympique lyonnais (10)                              | Laurina Fazer (2)                                    | Paris Saint-Germain (5)                              | Christiane Endler (3)                                | Olympique lyonnais (2)                               |                                                      |                                                      |
| 2024 | Tabitha Chawinga                                     | Paris Saint-Germain (4)                              | Louna Ribadeira                                      | Paris FC                                             | Chiamaka Nnadozie                                    | Paris FC                                             |                                                      |                                                      |

#### Trophées FFF
Depuis la saison 2009-2010, le trophée de la meilleure joueuse de Division 1 est attribué par la FFF. De 2010 à 2015, c'est la lauréate du Challenge de la meilleure joueuse qui se voit attribuer la récompense en fin de saison. Le jury du Challenge était composé des douze entraîneurs de Division 1. À la fin de chaque rencontre, les entraîneurs de chaque équipe désignaient les deux meilleures joueuses de l'équipe adverse, trois points étant attribués à la première et un point à la seconde.
Depuis 2016, la FFF organise une cérémonie des trophées de la D1 féminine en fin de saison. Elle remet de nombreux prix : meilleure joueuse, meilleure espoir, meilleure gardienne, meilleur entraîneur, meilleure arbitre et le onze type de la saison.
En 2019, le nouveau diffuseur officiel du championnat Canal+ s'adjoint à l'organisation de la cérémonie et la diffuse en direct sur Canal+ Sport.
| Année | Meilleure joueuse                                    | Meilleure joueuse                                    | Meilleure espoir                                     | Meilleure espoir                                     | Meilleure gardienne                                  | Meilleure gardienne                                  | Meilleur entraîneur                                  | Meilleur entraîneur                                  |
| ----- | ---------------------------------------------------- | ---------------------------------------------------- | ---------------------------------------------------- | ---------------------------------------------------- | ---------------------------------------------------- | ---------------------------------------------------- | ---------------------------------------------------- | ---------------------------------------------------- |
| 2010  | Eugénie Le Sommer                                    | Stade briochin                                       | Non décerné                                          | Non décerné                                          | Non décerné                                          | Non décerné                                          | Non décerné                                          | Non décerné                                          |
| 2011  | Élise Bussaglia                                      | Paris SG                                             | Non décerné                                          | Non décerné                                          | Non décerné                                          | Non décerné                                          | Non décerné                                          | Non décerné                                          |
| 2012  | Julie Morel                                          | EA Guingamp (2)                                      | Non décerné                                          | Non décerné                                          | Non décerné                                          | Non décerné                                          | Non décerné                                          | Non décerné                                          |
| 2013  | Shirley Cruz Traña                                   | Paris SG (2)                                         | Non décerné                                          | Non décerné                                          | Non décerné                                          | Non décerné                                          | Non décerné                                          | Non décerné                                          |
| 2014  | Gaëtane Thiney                                       | FCF Juvisy                                           | Non décerné                                          | Non décerné                                          | Non décerné                                          | Non décerné                                          | Non décerné                                          | Non décerné                                          |
| 2015  | Sofia Jakobsson                                      | Montpellier HSC                                      | Non décerné                                          | Non décerné                                          | Non décerné                                          | Non décerné                                          | Non décerné                                          | Non décerné                                          |
| 2016  | Ada Hegerberg                                        | O. lyonnais                                          | Marie-Charlotte Léger                                | Montpellier HSC                                      | Katarzyna Kiedrzynek                                 | Paris SG                                             | Gérard Prêcheur                                      | O. lyonnais                                          |
| 2017  | Eugénie Le Sommer                                    | O. lyonnais (2)                                      | Grace Geyoro                                         | Paris SG                                             | Katarzyna Kiedrzynek (2)                             | Paris SG (2)                                         | Christophe Parra                                     | O. Marseille                                         |
| 2018  | Dzsenifer Marozsán                                   | O. lyonnais (3)                                      | Marie-Antoinette Katoto                              | Paris SG (2)                                         | Casey Murphy                                         | Montpellier HSC                                      | Jérôme Dauba                                         | G. Bordeaux                                          |
| 2019  | Dzsenifer Marozsán (2)                               | O. lyonnais (4)                                      | Marie-Antoinette Katoto (2)                          | Paris SG (3)                                         | Christiane Endler                                    | Paris SG (3)                                         | Jérôme Dauba (2)                                     | G. Bordeaux (2)                                      |
| 2020  | Édition annulée en raison de la pandémie de Covid-19 | Édition annulée en raison de la pandémie de Covid-19 | Édition annulée en raison de la pandémie de Covid-19 | Édition annulée en raison de la pandémie de Covid-19 | Édition annulée en raison de la pandémie de Covid-19 | Édition annulée en raison de la pandémie de Covid-19 | Édition annulée en raison de la pandémie de Covid-19 | Édition annulée en raison de la pandémie de Covid-19 |
| 2021  | Kadidiatou Diani                                     | Paris SG (3)                                         | Sandy Baltimore                                      | Paris SG (4)                                         | Christiane Endler (2)                                | Paris SG (4)                                         | Olivier Echouafni                                    | Paris SG                                             |
| 2022  | Marie-Antoinette Katoto                              | Paris SG (4)                                         | Rosemonde Kouassi                                    | FC Fleury 91                                         | Christiane Endler (3)                                | O. lyonnais                                          | Sandrine Soubeyrand                                  | Paris FC                                             |
| 2023  | Kadidiatou Diani (2)                                 | Paris SG (5)                                         | Melchie Dumornay                                     | Stade de Reims                                       | Christiane Endler (4)                                | O. lyonnais (2)                                      | Sonia Bompastor                                      | O. lyonnais (2)                                      |
| 2024  | Tabitha Chawinga                                     | Paris SG (6)                                         | Inès Benyahia                                        | Le Havre AC                                          | Chiamaka Nnadozie                                    | Paris FC                                             | Sonia Bompastor (2)                                  | O. lyonnais (3)                                      |

### Joueuses ayant le plus de matchs

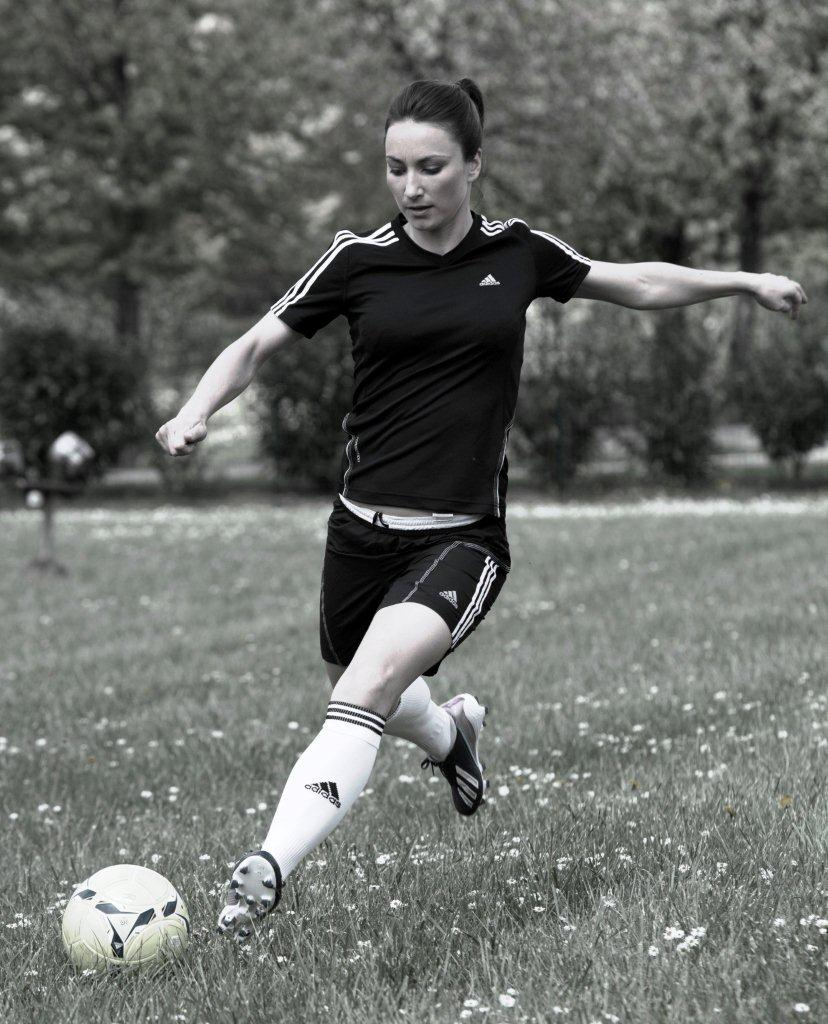
Gaëtane Thiney, première joueuse à atteindre les 400 matchs en D1.

Gaëtane Thiney a joué le plus de matchs de D1 féminine à voie unique, elle est la première joueuse à avoir atteint les 400 matchs (le 17 octobre 2020 contre Fleury). Les données ne sont malheureusement pas tout à fait complètes dans les premières années, mais peuvent être complétées par d'autres bases de données. Néanmoins, aucun placement exact n'est donné ici.
Il semblerait que Corinne Diacre soit la première joueuse à avoir atteint les 350 matchs, elle a en effet disputé 19 saisons de première division avec l'ASJ Soyaux de 1988 à 2007 mais faute de sources plus fiables et plus précises, il est impossible de l'inclure dans le classement.
Le tableau ci-dessous présente le classement des footballeuses ayant disputées plus de trois-cents matchs en championnat de France. Comme seules 22 apparitions par saison sont possibles (hors séries), la marque de 300 matchs pour une joueuse régulière correspond à une période d'au moins de 14 ans sans blessure. Les joueuses évoluant actuellement en D1 sont inscrits en caractères gras. Les statistiques sont exactes depuis la saison 2003-2004.
Dernière mise à jour : 28 mai 2025
|   | Nom                 | Matchs | Buts | Période   | Saisons | Clubs |
| - | ------------------- | ------ | ---- | --------- | ------- | --- |
| 1 | Gaëtane Thiney      | 493    | 188  | 2000-2025 | 23,5    | Saint-Memmie Olympique (126), US Compiègne CO (21), FCF Juvisy / Paris FC (346)                                                       |
| 2 | Julie Soyer         | 410    | 15   | 2002-2024 | 22      | CNFE Clairefontaine (38), FCF Hénin-Beaumont (21), Montpellier HSC (68), Paris Saint-Germain (60), FCF Juvisy / Paris FC (223)        |
| 3 | Camille Abily       | 354    | 176  | 2000-2018 | 17,5    | Stade briochin (20), ESOFV La Roche (21), CNFE Clairefontaine (17), Montpellier HSC (68), Olympique lyonnais (215), Paris SG (13)     |
| 4 | Sarah Bouhaddi      | 333    | 2    | 2002-2023 | 21      | CNFE Clairefontaine (51), Toulouse FC (22), FCF Juvisy (46), Olympique lyonnais (199), Paris SG (15)                                  |
| 5 | Eugénie Le Sommer   | 329    | 236  | 2007-2025 | 18      | Stade briochin (65), Olympique lyonnais (264)                                                                                         |
| 6 | Wendie Renard       | 315    | 103  | 2007-     | 19      | Olympique lyonnais (315) |
| 7 | Sandrine Soubeyrand | 311+   | 47   | 1995-2014 | 18      | Caluire SC (22+), FCF Juvisy (289+)                                                                                                   |
| 8 | Élise Bussaglia     | 302    | 47   | 2000-2020 | 17      | Saint-Memmie Olympique (1+), CNFE Clairefontaine (20+), FCF Juvisy (58), MHSC (41), PSG (58), Olympique lyonnais (47), Dijon FCO (24) |
| 8 | Marion Torrent      | 302    | 9    | 2008-     | 18      | Montpellier HSC (302) |
|   | Charlotte Bilbault  | 299    | 13   | 2006-2024 | 18      | CNFE Clairefontaine (16), ASJ Soyaux (51), Nord-Allier (19), Montpellier HSC (100), FCF Juvisy / Paris FC (64), FCG Bordeaux (49)     |
|   | Sabrina Viguier     | 295+   | 14   | 1999-2016 | 17      | Toulouse FC (126+), Montpellier HSC (81), Olympique lyonnais (60), AS Saint-Étienne (28)                                              |
|   | Sabrina Delannoy    | 288+   | 25   | 2002-2017 | 15      | USO Bruay (3+), CNFE Clairefontaine (41), Paris Saint-Germain (244)                                                                   |
|   | Annaïg Butel        | 281    | 10   | 2008-2025 | 17      | FCF Juvisy / Paris FC (272), FC Fleury 91 (9)                                                                                         |
|   | Laëtitia Tonazzi    | 281+   | 223  | 1995-2018 | 20      | VGA Saint-Maur (0+), FCF Juvisy (199+), Olympique lyonnais (38), Montpellier HSC (44)                                                 |
|   | Nelly Guilbert      | 273+   | 41   | 1998-2016 | 18      | FCF Juvisy (273+) |
|   | Hoda Lattaf         | 270+   | 195  | 1997-2014 | 17      | Olympique lyonnais (43+), ESOFV La Roche (3+), Montpellier HSC (224)                                                                  |

### Meilleures buteuses

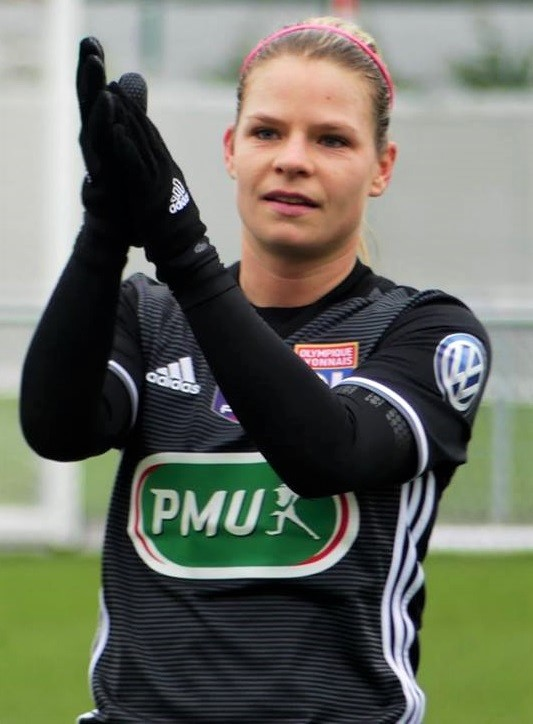
Eugénie Le Sommer, meilleure buteuse du championnat de France.

Eugénie Le Sommer, avec 226 buts, est la meilleure buteuse du championnat de France depuis la saison 2001-2002 (données introuvables auparavant). Elle inscrit la majorité de ses buts avec Lyon, de 2010 à 2024, et termine trois fois meilleure buteuse de la saison (2010, 2012 et 2017). Elle devance Laëtitia Tonazzi, avec 223 réalisations au compteur (bien que celle-ci compte en réalité probablement plus de buts car les informations manquent pour 3 saisons) et Sandrine Brétigny, 213 buts en D1, qui a enchaîné les réalisations à Lyon complète le podium.
Le tableau ci-dessous présente le classement des footballeuses ayant inscrit plus de cent buts en championnat de France. Les joueuses évoluant actuellement en D1 sont inscrits en caractères gras. Les statistiques sont exactes depuis la saison 2001-2002.
Marinette Pichon, première footballeuse star française, a sans doute un nombre de buts plus élevé que celui affiché dans ce classement, alors que les données manquent pour quatre de ses saisons en première division.
Dernière mise à jour : 13 avril 2025
| Rang | Joueuse                 | Période   | Clubs successifs | Matchs | Ratio | Buts |
| ---- | ----------------------- | --------- | --- | ------ | ----- | ---- |
| 1.   | Eugénie Le Sommer       | 2007-2025 | Stade briochin (33), Olympique lyonnais (203)                                                                                             | 329    | 0,72  | 236  |
| 2.   | Laëtitia Tonazzi        | 1995-2018 | VGA Saint-Maur (0+), FCF Juvisy (171), Olympique lyonnais (32), Montpellier HSC (20)                                                      | 281+   | 0,79  | 223+ |
| 3.   | Sandrine Brétigny       | 2000-2018 | FC Lyon (49), Olympique lyonnais (137), FCF Juvisy (21), Olympique de Marseille (6)                                                       | 276    | 0,77  | 213  |
| 4.   | Hoda Lattaf             | 1997-2014 | ESOFV La Roche (1+), Olympique lyonnais (41+), Montpellier HSC (153)                                                                      | 270+   | 0,72  | 195+ |
| 5.   | Marie-Laure Delie       | 2005-2019 | CNFE Clairefontaine (19), Montpellier HSC (76), Paris Saint-Germain (93), FC Metz (3)                                                     | 280    | 0,68  | 191  |
| 6.   | Gaëtane Thiney          | 2000-2025 | Saint-Memmie Olympique (22), US Compiègne CO (5), FCF Juvisy / Paris FC (161)                                                             | 493    | 0,38  | 188  |
| 7.   | Camille Abily           | 2000-2018 | Stade briochin (4), ESOFV La Roche (3), CNFE Clairefontaine (5), Montpellier HSC (17), Paris Saint-Germain (12), Olympique lyonnais (135) | 354    | 0,5   | 176  |
| 8.   | Ada Hegerberg           | 2014-     | Olympique lyonnais (175) | 169    | 1,04  | 175  |
| 9.   | Marinette Pichon        | 1995-2007 | Saint-Memmie Olympique (58+), FCF Juvisy (89)                                                                                             | ?      | ?     | 147+ |
| 10.  | Lotta Schelin           | 2008-2016 | Olympique lyonnais (143) | 138    | 1,04  | 143  |
| 11.  | Élodie Ramos            | 2000-2016 | Celtic Marseille (0+), SC Schiltigheim (13), Montpellier HSC (120), FF Nîmes (6)                                                          | 226+   | 0,62  | 139+ |
| 12.  | Marie-Antoinette Katoto | 2015-     | Paris Saint-Germain (132) | 155    | 0,85  | 132  |
| 13.  | Élodie Thomis           | 2002-2018 | CNFE Clairefontaine (32), Montpellier HSC (18), Olympique lyonnais (72)                                                                   | 249    | 0,49  | 122  |

Source : http://www.statsfootofeminin.fr/

## Compétitions européennes

### Qualifications
|      |      | 2002 | 2003 | 2004 | 2005 | 2006 | 2007 | 2008 | 2009 |
| ---- | ---- | ---- | ---- | ---- | ---- | ---- | ---- | ---- | ---- |
| 3    | 5    | 6    | 7    | 4    | 6    | 4    | 3    |      |      |
| 2010 | 2011 | 2012 | 2013 | 2014 | 2015 | 2016 | 2017 | 2018 | 2019 |
| 3    | 2    | 2    | 1    | 2    | 2    | 2    | 2    | 2    | 1    |
| 2020 | 2021 | 2022 | 2023 |      |      |      |      |      |      |
| 1    |      |      |      |      |      |      |      |      |      |

Le tableau ci-contre récapitule le classement de la France au coefficient UEFA depuis 2002. Ce coefficient par nation est utilisé pour attribuer à chaque pays un nombre de places pour la Ligue des champions ainsi que les tours auxquels les clubs doivent entrer dans la compétition. Depuis les années 2010, le championnat français fait partie des deux meilleurs championnats européens.
La Coupe féminine de l'UEFA est créée en 2001, et permet ainsi au club champion de France de pouvoir participer au premier tour de qualification de la compétition. Le Toulouse OAC, champion en 2001, est le premier club français à participer à cette compétition. À partir de 2008, après les bons résultats des clubs français dans la compétition, le champion de France est directement qualifié pour le second tour de qualification.
En 2009, la Coupe féminine de l'UEFA est réformée et devient la Ligue des champions féminine de l'UEFA. Dans ce nouveau format, le champion de France est directement qualifié pour participer à la phase finale de la compétition alors que le vice-champion doit passer par le tour préliminaire de cette compétition. Depuis la victoire de l'Olympique lyonnais dans cette compétition en 2011, le champion et le vice-champion du championnat sont directement qualifiés pour la phase finale de la Ligue des champions.
Alors qu'à partir de 2021-2022 la Ligue des champions change de format avec une phase de groupes avant les tours à élimination directe, la troisième place du championnat de France devient qualificative pour la compétition européenne. Le champion de France se qualifie directement pour la phase de groupe tandis que le deuxième entre au deuxième tour qualificatif et le troisième au premier tour. À partir de la saison suivante, les deux premiers se qualifient pour la phase de ligue, et le troisième entre au deuxième tour qualificatif.

### Palmarès continental

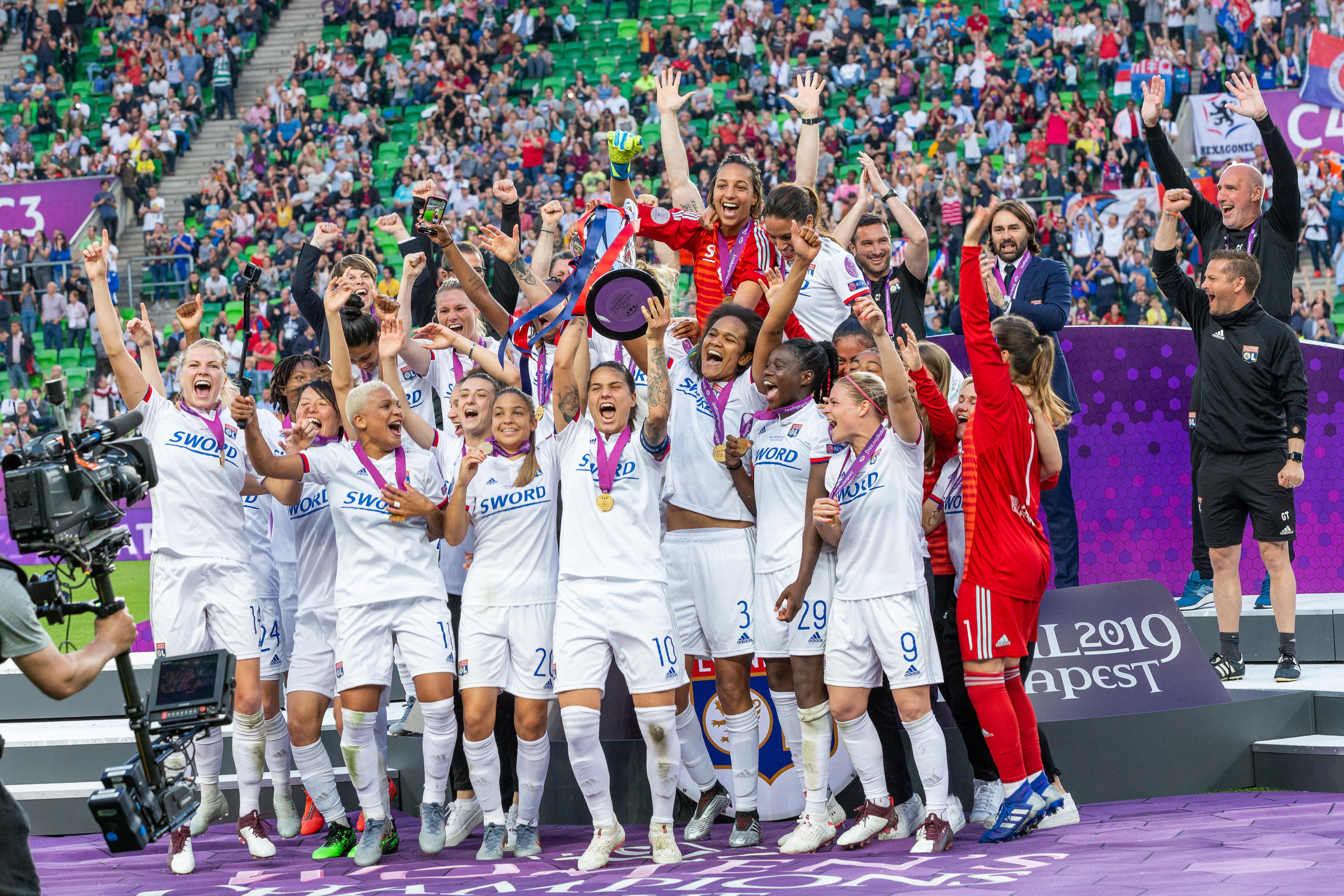
L'Olympique lyonnais soulevant son sixième sacre européen en 2019.

Depuis la création de la Coupe féminine de l'UEFA en 2001, devenue la Ligue des champions féminine de l'UEFA en 2009, deux équipes de première division ont disputé douze finales continentales pour un total de huit victoires. Ces huit titres sont gagnés par l'Olympique lyonnais, club le plus titré de l'histoire de la compétition, en dix finales jouées depuis 2010. Il est aussi le seul club à avoir remporté la compétition cinq fois consécutivement, de 2016 à 2020.
Le Paris Saint-Germain, quant à lui, est le finaliste le plus malheureux de la complétion européenne avec deux finales jouées (2015 et 2017) et aucune victoire.
En 2017, a lieu la première finale 100 % française, opposant l'OL et le PSG. Les Lyonnaises s'imposent aux tirs au but face aux Parisiennes.

## Organisation

### Format de la compétition
| \| Girondins de Bordeaux Dijon FCO FC Fleury EA Guingamp Havre AC LOSC Lille Olympique lyonnais Montpellier HSC FC Nantes Paris FC Paris SG Stade de Reims RC Strasbourg AS Saint-Étienne \| Localisation des clubs engagés dans le championnat. |
| Girondins de Bordeaux Dijon FCO FC Fleury EA Guingamp Havre AC LOSC Lille Olympique lyonnais Montpellier HSC FC Nantes Paris FC Paris SG Stade de Reims RC Strasbourg AS Saint-Étienne                                                           |

Le championnat oppose douze clubs français en une série de vingt-deux rencontres jouées durant la saison de football. Le classement est calculé avec le barème de points suivant : une victoire vaut trois points et le match nul un. La défaite ne rapporte aucun point. Les critères de départage entre plusieurs équipes au même nombre de points sont, dans l'ordre d'importance, plus grand nombre de points dans les confrontations directes, la plus grande différence de buts particulière, la plus grande différence de buts générale puis le plus grand nombre de buts marqués. En dernier lieu, une rencontre supplémentaire sur terrain neutre est organisée avec, éventuellement, l'épreuve des tirs au but.
À la fin de la saison, les deux dernières sont reléguées en deuxième division. Un club sportivement relégué peut être repêché si une ou plusieurs équipes ayant fini dans les dix premières places sont rétrogradées administrativement ou si l'un des promus se voit refuser la promotion en Division 1.
Depuis 2024, une phase finale est mise en place à la fin de la saison entre les quatre premiers afin de déterminer le champion de France et les trois qualifiés pour la Ligue des champions.
Les trois premières places de ce championnat sont qualificatives pour la compétition européenne qu'est la Ligue des champions.
Les dix premiers de Division 1 2023-2024 et les deux premiers de Division 2 2023-2024 (appelés les promus) participent à la saison de Première Ligue 2024-2025.
| Club                | Dernière montée | Entraîneur          | Stade                                                               | Capacité | Nombre de saisons en D1 |
| ------------------- | --------------- | ------------------- | ------------------------------------------------------------------- | -------- | ----------------------- |
| Dijon FCO           | 2018            | Sébastien Joseph    | Stade des Poussots, Dijon                                           | 498      | 6                       |
| FC Fleury 91        | 2017            | Fabrice Abriel      | Stade Walter-Felder, Fleury-Mérogis                                 | 1 000    | 7                       |
| EA Guingamp         | 2006            | Frédéric Biancalani | Stade de l'Akademi EA Guingamp, Pabu                                | 1 960    | 43                      |
| Le Havre AC         | 2022            | Frédéric Gonçalves  | Stade Océane, Le Havre                                              | 25 178   | 3                       |
| Montpellier HSC     | 1997            | Yannick Chandioux   | Stade Bernard-Gasset - Terrain d'honneur Mama-Ouattara, Montpellier | 1 280    | 31                      |
| Olympique lyonnais  | 1977            | Sonia Bompastor     | Groupama OL Training Center, Décines-Charpieu                       | 1 524    | 47                      |
| Paris FC            | 1979            | Sandrine Soubeyrand | Stade Charléty, Paris                                               | 19 151   | 46                      |
| Paris Saint-Germain | 2001            | Gérard Prêcheur     | Stade Georges-Lefèvre, St-Germain-en-Laye                           | 2 164    | 37                      |
| Stade de Reims      | 2019            | Amandine Miquel     | Stade Louis-Blériot, Bétheny                                        | 500      | 17                      |
| AS Saint-Étienne    | 2023            | Laurent Mortel      | Stade Salif-Keita, Saint-Étienne                                    | 1 250    | 14                      |
| FC Nantes           | 2024            | Nicolas Chabot      | Stade Marcel-Saupin, Nantes                                         | 1 880    | 0                       |
| RC Strasbourg       | 2024            | Vincent Nogueira    | Stade Jean Nicolas Muller, Illkirch-Graffenstaden                   | 1 000    | 0                       |

### Évolution du règlement

#### Format
Le championnat de France de football féminin met aux prises douze clubs en une poule unique. Cette formule en poule unique de douze clubs fut mise en place en 1992. Auparavant, de 1974 à 1992, la compétition comprenait plusieurs groupes et une phase finale, la format précis ayant changé de nombreuses fois.
De 1974 à 1979, le nouveau championnat de France féminin se divise en deux phases : un premier tour de quatre groupes composés d'abord de quatre équipes les deux premières années puis de cinq équipes par la suite, chaque équipe affrontant une seule fois chaque équipe de son groupe. Les deux meilleures équipes de chaque groupe sont qualifiées pour les quarts de finale de la compétition, tandis que la dernière est reléguée. La phase finale consiste en trois tours de confrontations directes aller-retour.
En 1979, le championnat s'agrandit puisque désormais quarante-huit clubs français sont répartis dans six groupes de huit équipes, jouant une série de quatorze rencontres durant la saison de football. La meilleure équipe de chaque groupe se qualifie pour les demi-finales de la compétition qui consiste en deux mini-tournoi à trois équipes qui s'affrontent une seule fois. Les deux meilleures équipes s'affrontent enfin lors de la finale du championnat à la fin de la saison.
De 1982 à 1986, l'ensemble des équipes nationales, quarante-huit clubs, s'affrontent lors d'une première phase de huit groupes de six équipes, en une série de douze rencontres jouées durant la première partie de la saison de football. Les trois meilleures équipes de chaque groupe sont alors qualifiées pour participer à la première division tandis que les trois derniers participent à la deuxième division. Ainsi, en deuxième partie de saison, les équipes qualifiées pour le championnat de première division sont réparties en quatre groupes de six équipes qui s'affrontent à deux reprises. La meilleure équipe de chaque groupe se qualifie ensuite pour les demi-finales se jouant en double confrontation directe, avant que les deux meilleures équipes ne s'affrontent lors de la finale du championnat à la fin de la saison.
Finalement en 1986, le système de deux divisions est abandonné et le championnat français revient à la formule précédente, avant une réduction des équipes l'année suivante. En effet, de 1987 à 1992, plus que trente clubs français, répartis dans trois groupes de dix équipes, jouaient une série de dix-huit rencontres durant la saison de football. Les deux meilleures équipes de chaque groupe et les deux meilleures troisièmes étaient qualifiées pour les quarts de finale de la compétition, tandis que les deux dernières de chaque groupe étaient reléguées au niveau régional. La phase finale consistait en trois tours de confrontations directes aller-retour, à l'exception de la finale qui se jouait sur un seul match.
1992 marque ainsi la création de deux divisions nationales, la Nationale 1A et la Nationale 1B. Pour la première division, est mis en place le format tel qu'on le connaît aujourd'hui avec douze équipes dans une poule unique, s'affrontant tout au long des 22 journées du championnat. En 2000, le championnat prend son nom actuel : Division 1. De cette date à 2004, les quatre premiers du classement disputèrent un tournoi final à l'issue des 22 journées pour désigner le champion. Ces playoffs sont remis en place à partir de la saison 2023-2024.

#### Feuille de match
Depuis 2019, dix-huit joueuses peuvent être inscrites sur une feuille de match, contre seize auparavant, la FFF se conformant à la norme en Ligue des champions féminine. Le nombre de remplacements autorisés reste pour autant maintenu à trois par club au cours d'une rencontre, tandis que peuvent figurer sur une feuille de match seulement trois joueuses extra-communautaires, c'est-à-dire non ressortissantes de l'UE ou de l'EEE ou de pays disposant d'accord d'association ou de coopération avec l'UE.

### Arbitrage

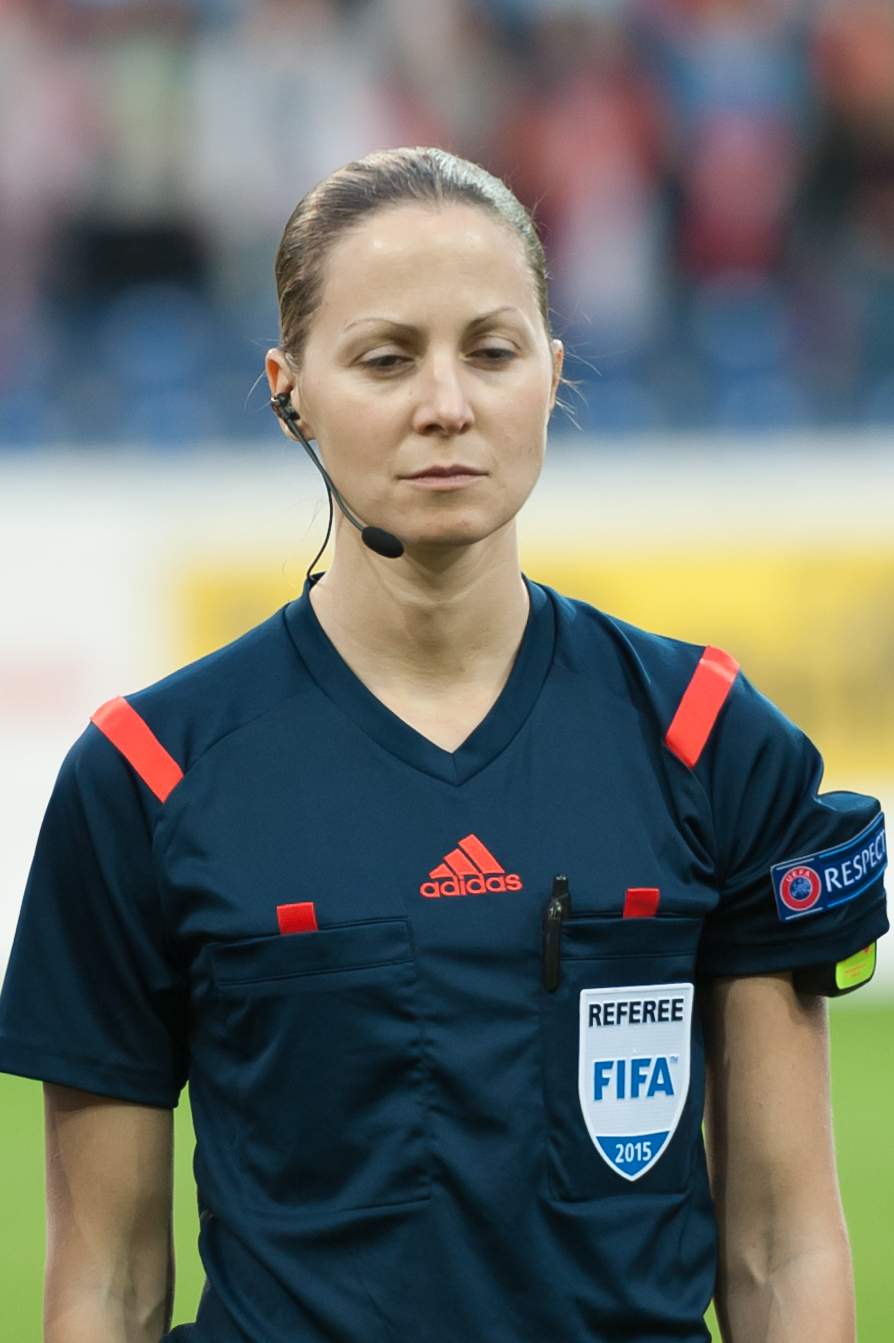
Florence Guillemin, meilleure arbitre de D1 en 2020.

Douze arbitres sont retenus en début de saison pour devenir les arbitres principales des matchs de première division. À l'issue de la saison, un classement est établi en fonction de leurs performances et la moins bonne arbitre est rétrogradée en division inférieure.
Parmi les arbitres Fédérale Féminine 1, trois sont internationales et peuvent être appelées à arbitrer des matchs de Ligue des champions ou des confrontations entre équipes nationales.
Depuis la saison 2020-2021, l'ensemble des arbitres de D1 Arkema sont équipés d'un système de communication par micros et oreillettes. De plus, la FFF lance un plan de professionnalisation des arbitres de D1 à partir de cette même saison. Dans un premier temps, huit arbitres en bénéficient : quatre centrales et quatre assistantes.
| Saison    | Arbitre                |
| --------- | ---------------------- |
| 2015-2016 | Florence Guillemin     |
| 2016-2017 | Solen Dallongeville    |
| 2017-2018 | Florence Guillemin (2) |
| 2018-2019 | Maïka Vanderstichel    |
| 2019-2020 | Florence Guillemin (3) |
| 2020-2021 | Victoria Beyer         |
| 2021-2022 | Victoria Beyer (2)     |
| 2022-2023 | Alexandra Collin       |
| 2023-2024 | Emeline Rochebilière   |

## Symboles

### Le trophée

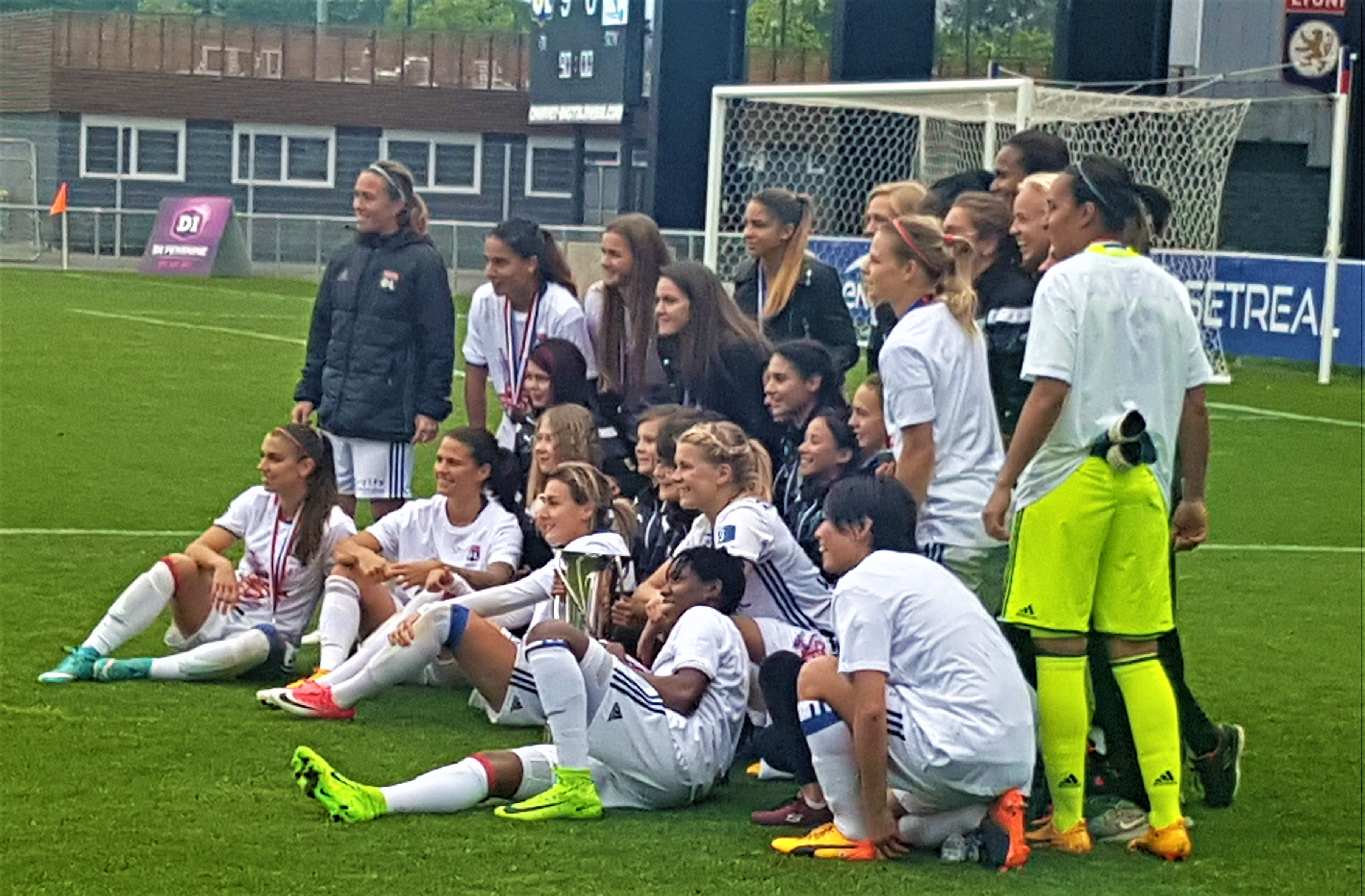
Les joueuses de l'OL posant avec le nouveau trophée en 2017.

Alors que le précédent trophée paraissait tout du moins classique, un nouveau trophée est brandi en 2017 par l'Olympique lyonnais, champion de France. Fait de métal argenté, il pèse 6,4 kilos et mesure en hauteur 60 centimètres. Quatre anses forment une vrille et symbolisent les quatre points cardinaux. Le palmarès du championnat figure sur le double socle.

### Identité visuelle et sonore
Pour la saison 2020-2021, la D1 Arkema se dote d'un hymne officiel nommé « Let's Run » choisi par les supporters et joué avant chaque rencontre du championnat, ainsi qu'un slogan : « L'Esprit de Conquête ».

Ancien logo de la D1 féminine de 2012 à 2017.
Ancien logo de la D1 féminine de 2017 à 2018.
Ancien logo de la D1 féminine de 2018 à 2019.
Ancien logo de la D1 Arkema de 2019 à 2021.
Ancien logo de la D1 Arkema de 2021 à 2024.
Logo de l'Arkema Première Ligue depuis 2024.

## Aspects socio-économiques

### Télédiffusion
| Période   | Montant par saison |
| --------- | ------------------ |
| 2011-2012 | 110 000 €          |
| 2012-2014 | 150 000 €          |
| 2014-2018 | 200 000 €          |
| 2018-2023 | 1,2 M€             |

Profitant du succès de la Coupe du monde 2011, la D1 féminine est pour la première fois diffusée à la télévision cette même année, sur Eurosport et France 4. Sur cette dernière, les premiers matchs diffusés de la saison 2011-2012 attirent 370 000 téléspectateurs en moyenne, soit 2,1 % de parts d’audience. Ainsi jusqu'en 2018, 16 à 22 matchs de D1 et/ou de Coupe de France féminine étaient diffusée chaque saison sur Eurosport, pour une audience moyenne de 60 000 téléspectateurs, avec la garantie de 4 matchs en direct par saison sur France 4 attirant en moyenne 350 000 téléspectateurs. France Télévisions payait alors un montant de 200 000 euros.
La Fédération française de football lance le 10 octobre 2017 l'appel d'offre des droits télévisés du championnat de France féminin pour les saisons 2018-2019 à 2022-2023, en imposant aux diffuseurs d'être en mesure de diffuser toutes les rencontres. La FFF annonce le mois suivant l'attribution de ces droits au groupe Canal+, pour un montant total de 6 millions d'euros sur 5 ans, soit 1,2 million d'euros par saison.
Le championnat gagne ainsi en visibilité, puisque deux matchs émergent désormais lors de chaque journée, un match le samedi à 14 h 30 en multiplex sur Foot+ et les canaux Multisports avec les autres rencontres et un second en match le dimanche à 14 h 45 sur Canal+ Sport. À la mi-temps de l'affiche de Ligue 1, diffusée par Canal+ à 17 heures le samedi, la chaîne cryptée consacre aussi un résumé de 12 minutes au foot féminin. En novembre 2018, l'affiche de D1 PSG-OL est diffusée pour la première fois un dimanche à 21h sur Canal+ à la place de l'affiche de Ligue 1 (trêve internationale), elle réalise une audience encourageante avec 462 000 téléspectateurs en moyenne,. Lors de la saison 2018-2019, 129 des 132 matchs ont été retransmis — trois rencontres remises en semaine n'ayant pas fait l'objet d'une diffusion — dont trois sur Canal+, le PSG - OL du  dimanche 18 novembre donc, mais aussi le match retour décisif pour le titre diffusé le samedi 13 avril à 20h45 rassemblant en moyenne 301 000 téléspectateurs, et Montpellier - OL le dimanche 16 décembre à 13h00 devant 128 000 téléspectateurs.
Pour la saison 2019-2020, le groupe Canal+ renforce son offre en mettant en avant une rencontre de plus, le samedi à 15h30 ou à 20h45, en plus de l'affiche du dimanche à 14h45. Ainsi le nombre d'affiche sur Canal+ va passer de 3 à une dizaine lors des week-ends sans rugby. Finalement, 95 des 96 rencontres disputées sont diffusées en direct dont 9 sur Canal+. Pour la saison suivante, deux rencontres restent mises en avant par journée, avec une nouvelle case possible : le vendredi à 18h30. Avec la reprise par Canal+ de l'intégralité de la Ligue 1 à partir de mi-février 2021 jusqu'à la fin de saison, la D1 Arkema se voit placée sur Canal+ Sport Week-end le vendredi soir à 18h30/45 et le dimanche à 17h30.
Après la première diffusion historique d'un match, Lyon-Bordeaux de la 3e journée, à l'international le 27 septembre 2020, la FFF officialise le 8 octobre un partenariat historique pour la diffusion à l'international de la D1 Arkema dès la saison 2020-2021. Au travers d'un accord de trois saisons signé avec Atalanta Media, le championnat de France féminin est désormais visible aux États-Unis, au Royaume-Uni, en Irlande, en Allemagne et en Italie. Un match en direct par journée sera diffusé sur de multiples plateformes de diffusion premium : ESPN+, BT Sport, DAZN, Fanatiz et ATA Football (en).

### Économie du championnat
Le budget total de la D1 (environ 19 millions € en 2017-2018, 4,7 millions sans Lyon et le PSG) se compose de la façon suivante : 50 % de revenus commerciaux (droits télévisés, merchandising, abonnements), environ 40 % de sponsoring et subventions et moins de 5 % de billetterie. Mais en parallèle, les dépenses des clubs sont nettement supérieures à leurs recettes : en 2017-2018, 8 clubs sur 12 étaient déficitaires, avec un déficit global de 13,5 millions € (dont 7,6 millions € pour l'OL et le PSG) soit 72 % du budget total. Alors que ces pertes d'exploitation augmentent de l'ordre de 75 % par saison en moyenne sur cinq ans, elles sont souvent compensées par les clubs professionnels masculins, pour les équipes associées à ces structures. Le football féminin français cherche donc encore son équilibre économique.
La D1 féminine bénéficie à plusieurs reprises de soutien de la part du football masculin. La Ligue de football professionnel décide en 2018 de reverser sa partie du bénéfice de la Coupe du monde versée par Fédération, aux clubs de D1, soit un montant ponctuel d'environ 100 000 € par club. Depuis la saison 2018-2019, les clubs participant à la D1 féminine sont évalués dans le but de leur attribuer ou non la saison suivante la Licence Club D1 Féminine délivrée par la FFF, permettant d'obtenir une aide financière.
Début 2020, les clubs professionnels français créent l'Association du Football Professionnel Féminin (AFPF), présidée par Laurent Nicollin (MHSC), qui a pour projet de mieux structurer le championnat et créer un modèle économique sain pour les clubs. Un premier résultat est perçu à partir de la saison 2020-2021 avec le versement, par la LFP, en utilisant ses nouveaux droits TV, d'un total de 6 M€ à l'AFPF pour la D1 et D2 féminine, validé par la FFF,. Une première répartition devait voir la D1 Arkema recevoir 85 % du montant, avec un versement de 508 000 € pour les sections féminines de club professionnel et 175 000 € pour les clubs amateurs. Tandis que les 15 % restants devaient aller aux sections féminines de club professionnel évoluant en D2. Mais après la colère des clubs amateurs face à cette inégalité de traitement, la LFP et la FFF font passer l'enveloppe globale à 8,7 millions d'euros. Les 9 clubs de D1 « pro » toucheront 627 000 € chacun, les 3 clubs « amateurs » près de 550 000 €. En D2, 69 000 € iront à destination des 13 sections féminines rattachées aux clubs professionnels, pendant que les 11 autres clubs vont finalement toucher 55 000 €.
Par ailleurs, la FFF signe à partir de la saison 2019-2020 un contrat de naming avec la société Arkema, qui devient le partenaire-titre de la D1 féminine pour 3 ans, pour un montant d'un million d'euros par saison.

#### Contrats et rémunérations
Une enquête de la FIFPRO en 2017 montre qu'une footballeuse de D1 peut se trouver, pour simplifier, dans trois cas de figure. 160 joueuses sont en « contrat fédéral », dont la moitié à temps partiel. C'est un contrat régi par la convention nationale collective des sports, donc non adapté au métier de footballeuse. Le salaire minimum dépasse à peine le SMIC. La majorité sont « semi-professionnelles », c'est-à-dire qu'elles peuvent être en contrat d'apprentissage, et donc à la fois étudiantes et footballeuses, ou dans une sorte de contrat de travail hybride qui leur permet tout juste de vivre de leur football, souvent des compléments de revenus sont nécessaires. Enfin, il y a les amatrices qui n'ont aucun contrat de travail ni aucune rémunération directe régulière liée à leur activité de footballeuse. Elles obtiennent cependant souvent des défraiements occasionnels ou le remboursement des frais de déplacement. Ces joueuses travaillent donc en parallèle de leur carrière de footballeuse et s'entraînent le soir après la journée de travail.
Selon l'enquête de la FIFPRO, avec un salaire annuel moyen de 43 497 euros, la Division 1 féminine est le championnat féminin de football le plus rémunérateur dans le monde en 2017 devant les championnats allemands (38 209 euros), anglais (30 891 euros) et américains (23 638 euros). Mais cette place haute s'explique par le niveau des salaires moyens des joueuses de l'Olympique lyonnais (162 000 €) et du PSG (127 000 €). Le championnat français est donc très inégalitaire entre les différents clubs, ce qui explique notamment l'hétérogénéité du niveau en D1 Arkema.
Un rapport de la FIFA et du cabinet Deloitte révèle qu'en 2018-2019 81 % des joueuses de D1 ont le football comme principale source de revenus, 82 % reçoivent un salaire mensuel et 84 % disposent d'un contrat écrit.

### Affluences

#### Records d'affluences
Le Paris Saint-Germain foule la pelouse du Parc des Princes pour la première fois le 18 octobre 2009, contre le FCF Juvisy pour un derby francilien, devant 5 892 spectateurs. Ce record d'affluence pour un match de D1 le restera jusqu'au 8 octobre 2011, lorsque l'En avant Guingamp accueille l'Olympique lyonnais au stade de Roudourou devant 12 263 personnes.
Sept ans et demi plus tard, l'affiche du championnat de France OL-PSG bat tous les records avec 25 907 spectateurs accueillis au Groupama Stadium en avril 2019, avant que le 16 novembre, le record soit porté à 30 661, toujours pour la même affiche et dans le même stade. Ces deux records d'affluence s'expliquent par la forte dynamique provoquée par l'organisation de la coupe du monde féminine en France lors de cette même année.
| Rang | Match                                    | Stade                 | Date             | Affluence |
| ---- | ---------------------------------------- | --------------------- | ---------------- | --------- |
| 1    | Olympique lyonnais - Paris Saint-Germain | Groupama Stadium      | 16 novembre 2019 | 30 661    |
| 2    | Olympique lyonnais - Paris Saint-Germain | Groupama Stadium      | 13 avril 2019    | 25 907    |
| 3    | Paris Saint-Germain - Olympique lyonnais | Parc des Princes      | 18 janvier 2025  | 20 489    |
| 4    | Paris Saint-Germain - Olympique lyonnais | Parc des Princes      | 21 mai 2023      | 18 876    |
| 5    | FC Nantes - Paris Saint-Germain          | Stade de la Beaujoire | 12 octobre 2024  | 16 847    |
| 6    | Olympique lyonnais - Paris Saint-Germain | Groupama Stadium      | 3 novembre 2024  | 15 386    |
| 7    | RC Strasbourg - Paris Saint-Germain      | Stade de la Meinau    | 1 février 2025   | 13 613    |
| 8    | Olympique lyonnais - Paris Saint-Germain | Groupama Stadium      | 14 novembre 2021 | 13 497    |
| 9    | Olympique lyonnais - Paris Saint-Germain | Groupama Stadium      | 11 décembre 2022 | 13 400    |
| 10   | EA Guingamp - Olympique Lyonnais         | Stade de Roudourou    | 8 octobre 2011   | 12 263    |

#### Affluence moyenne
Depuis plusieurs années, l'affluence moyenne de spectateurs par match progresse chaque année, mais les disparités sont grandes entre clubs, alors que ces chiffres sont surtout poussés par les affluences des grosses affiches du championnat jouées dans de grands stades. 
La saison 2024/2025 marque un tournant historique, avec l'apparition de quatre nouvelles affiches dans ce classement, les classiques PSG/OL ne sont plus les seuls à accueillir du monde puisque les deux promus, Nantes et Strasbourg, parviennent à attirer un public notable face au Paris Saint-Germain.